# Carlota da Bélgica
Maria Carlota Amélia Augustina Vitória Clementina Leopoldina (Bruxelas, 7 de junho de 1840 – Meise, 19 de janeiro de 1927) foi a esposa do imperador Maximiliano e Imperatriz Consorte do México de 1864 até 1867. Era filha, a única menina, do rei Leopoldo I da Bélgica e de sua segunda esposa, a princesa francesa Luísa Maria de Orleães.
Carlota casou-se aos dezessete anos com o arquiduque Maximiliano, irmão do imperador Francisco José I da Áustria. Eles viveram como regentes austríacos em Milão até 1859, quando a Áustria perdeu o controle da Lombardia. Em maio de 1864, ela acompanhou Maximiliano ao México na sequência do aceite da coroa mexicana oferecida a ele por Napoleão III de França. A ambiciosa Carlota acolheu sua autoridade no México, aprendeu espanhol e se interessou genuinamente pela história, arte e cultura mexicanas. Em 1866 Napoleão retirou suas tropas diante da resistência mexicana e da oposição dos Estados Unidos, ela buscou assistência para o regime de seu marido em Paris e Viena e finalmente em Roma com o Papa Pio IX. Após o fracasso de seus esforços, ela exibiu paranoia e outros sinais de doença mental. Ela nunca retornou ao México. Depois que os mexicanos executaram seu marido no ano seguinte, sua doença mental piorou e ela passou o resto de sua vida em reclusão em castelos em Laeken, Bélgica, e perto de Trieste, Itália.
Reconhecida como regente e chefe do governo na ausência do imperador Maximiliano e, considerando que, de fato, essa regência ocorreu (durante as viagens do monarca ao interior do país), exercendo várias funções executivas, a imperatriz foi a primeira mulher governante na história do México.

## Biografia

### Primeiros Anos
Maria Carlota Amélia Augustina Vitória Clementina Leopoldina de Saxe-Coburgo-Gotaa, mais conhecida pelo nome de Carlota, era filha do rei Leopoldo I da Bélgica e de sua segunda esposa, a princesa francesa Luísa Maria de Orleães. Seu primeiro nome é uma homenagem à falecida princesa Carlota de Gales, a primeira esposa de seu pai. Ela foi a quarta e última filha, a única menina, dos reis belgas, depois de Luís Filipe (que morreu com menos de um ano de idade em 1834), Leopoldo (nascido em 1835) e Filipe (nascido em 1837). A última gravidez da rainha Luísa Maria foi tão difícil que houve temores de um aborto espontâneo em abril, mas em 7 de junho de 1840 à 1h da manhã, Carlota nasceu saudável no Castelo Real de Laeken. Inicialmente decepcionado com o nascimento de uma menina, que na época não poderia herdar o trono da Bélgica, o rei Leopoldo I foi gradualmente encantado por sua filha, que se tornou com o tempo sua favorita. Através de sua mãe, Carlota era neta do rei Luís Filipe I de França e Maria Amélia das Duas Sicílias e, por meio de seu pai, era prima em primeiro grau da rainha Vitória do Reino Unido, de modo que, além de estadias regulares na cidade de Ostende no verão, Carlota passava longas férias com seus avós maternos nas residências reais francesas e com a prima no Castelo de Windsor. Ela era próxima de sua avó materna, a rainha Maria Amélia, e as duas se correspondiam regularmente; após a Revolução Francesa de 1848, que destronou seus avós e os exilou na Inglaterra, Carlota, por algumas semanas do ano, residia na Casa Claremont com os avós exilados.
Quando sua mãe morreu em 11 de outubro de 1850, Carlota tinha apenas dez anos. A menina turbulenta e expansiva rapidamente se tornou uma adolescente pensativa e introvertida. A falecida rainha havia supervisionado pessoalmente a educação e a instrução das crianças reais. Respeitando os desejos de sua falecida esposa, o rei nomeou a condessa Denise d'Hulst, uma aristocrata francesa, para cuidar particularmente de Carlota, de quem ela se tornou governanta. Abandonando Laeken para viver com a amante, Leopoldo I teve pouca presença na vida dos filhos, que sofreram como resultado. Desde muito cedo, Carlota foi capaz de se expressar oralmente e por escrito em francês, inglês e alemão. Sua instrução religiosa foi confiada a Victor-Auguste-Isidore Dechamps, mais tarde cardeal e arcebispo de Malinas e, portanto, primaz da Bélgica. A religião ocupou um lugar importante na vida da princesa.
Leopoldo I exigiu que seus filhos realizassem exames de consciência frequentes, acreditando que cabeças coroadas devem possuir grande força de caráter. Depois que Madame d'Hulst retornou à França, foi a Condessa Marie-Auguste de Bovée, sua nova governanta, que educou Carlota, instando-a a ler e meditar diariamente sobre A Imitação de Cristo.  Aos treze anos, seu autor favorito era Plutarco, enquanto ela julgava Ovídio infantil. Muito cedo, ela se convenceu de que a realeza teria que ser mais responsável perante Deus do que o resto da humanidade. Sua obsessão por aprender tornou a sociedade insípida, ela escreveu aos quinze anos. Nessa idade, Carlota era vista como uma beldade distante, ciente de sua dignidade e buscando alcançar uma perfeição moral inatingível. Ela tinha uma tendência a julgar aqueles ao seu redor com severidade e se dava mais bem com seu irmão Filipe do que com Leopoldo.

### Casamento
Em sua juventude, Carlota se parecia com sua mãe e era notada como uma beldade com feições delicadas. Isso, combinado com seu status de filha única do rei dos belgas, fez dela uma noiva desejável. Em 1856, enquanto ela se preparava para comemorar seu décimo sexto aniversário, dois pretendentes pediram sua mão: o príncipe Jorge da Saxônia (que foi rapidamente rejeitado) e o rei D. Pedro V de Portugal. Este último era o candidato favorito da rainha Vitória e do rei Leopoldo. Por escolha pessoal e sob a influência de Madame d'Hulst (que afirmou que na corte portuguesa nenhum padre a entenderia), Carlota recusou a oferta de casamento com o rei Pedro V. Ela explicou: "Quanto a Pedro, é um trono, é verdade, eu seria rainha e majestade, mas o que é isso, as coroas hoje em dia são fardos pesados e como se arrepende mais tarde de ter cedido a considerações tão loucas".

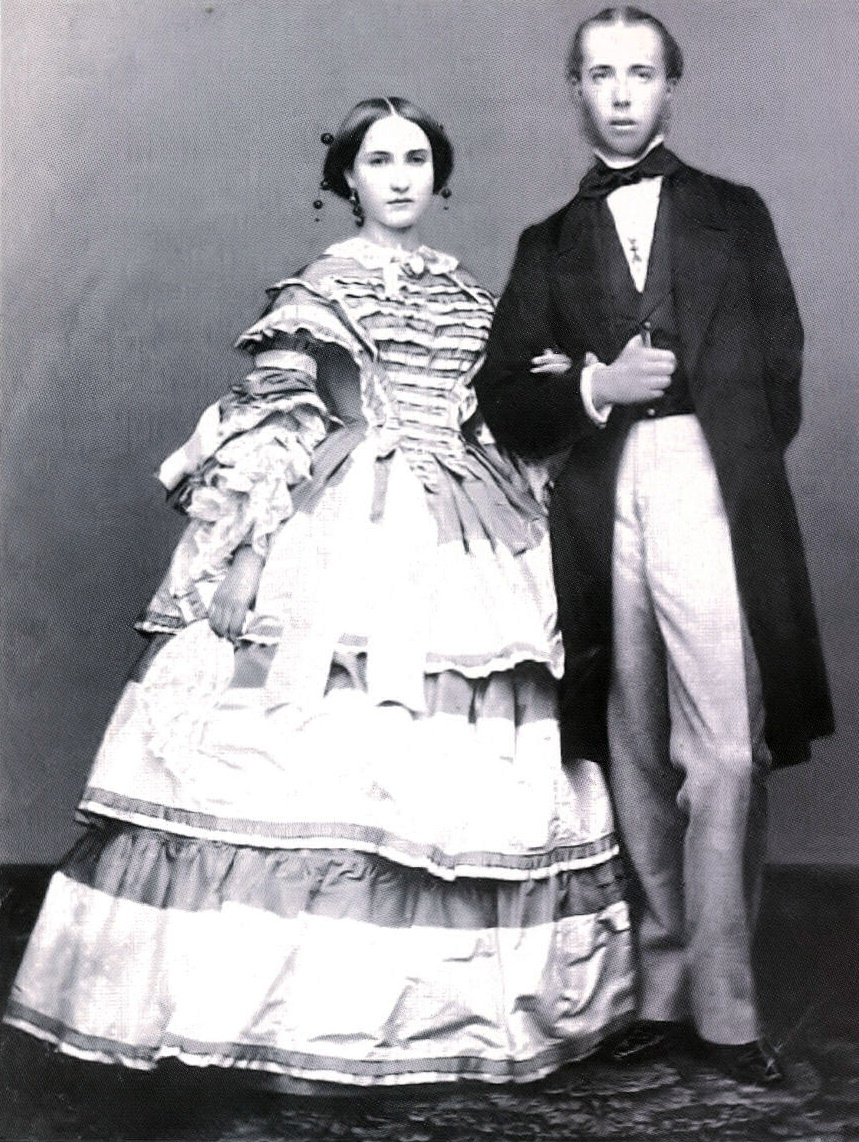
Maximiliano e Carlota. Fotografia de Louis-Joseph Ghémar, 1857.

No mês de maio de 1856, Carlota se encontrou em Bruxelas com o arquiduque Maximiliano, irmão mais novo do imperador Francisco José I da Áustria. Ela ficou imediatamente encantada com o arquiduque, que era oito anos mais velho que ela. Ela teria declarado: "será com ele que me casarei". Seu pai deixou Carlota escolher seu futuro marido; como ela testemunhou em uma carta endereçada à sua avó Maria Amélia: "Ele me escreveu a carta mais imparcial, colocando diante dos meus olhos as vantagens de um e de outro sem querer me influenciar de forma alguma". Quanto a Leopoldo I, ele escreveu ao seu futuro genro: "Você conquistou em maio [...] toda a minha confiança e minha benevolência. Também percebi que minha garotinha compartilhava dessas disposições; no entanto, era meu dever proceder com precaução". Carlota declarou: "Se, como está em questão, o arquiduque fosse investido no vice-reinado da Itália, isso seria encantador, é tudo o que eu quero". O noivado oficial foi celebrado em 23 de dezembro de 1856. 
Carlota parecia exultante com a perspectiva de seu casamento com Maximiliano, elogiando um noivo para quem ela imaginava um destino excepcional. Maximiliano parecia menos entusiasmado ao negociar o dote de sua noiva. O arquiduque disse sobre sua noiva: "Ela é baixa, eu sou alto, como deve ser. Ela é morena, eu sou loiro, o que também é bom. Ela é muito inteligente, o que é um pouco irritante, mas sem dúvida vou superar isso". De fato, Maximiliano estava apaixonado pela princesa brasileira Maria Amélia de Bragança, com quem nenhum compromisso foi oficializado, devido à morte prematura de Maria Amélia. A cerimônia de casamento foi celebrada em 27 de julho de 1857 no Palácio Real de Bruxelas. Esta aliança com a casa de Habsburgo-Lorena reforçou a legitimidade da dinastia belga recentemente estabelecida.

### Vida na Itália

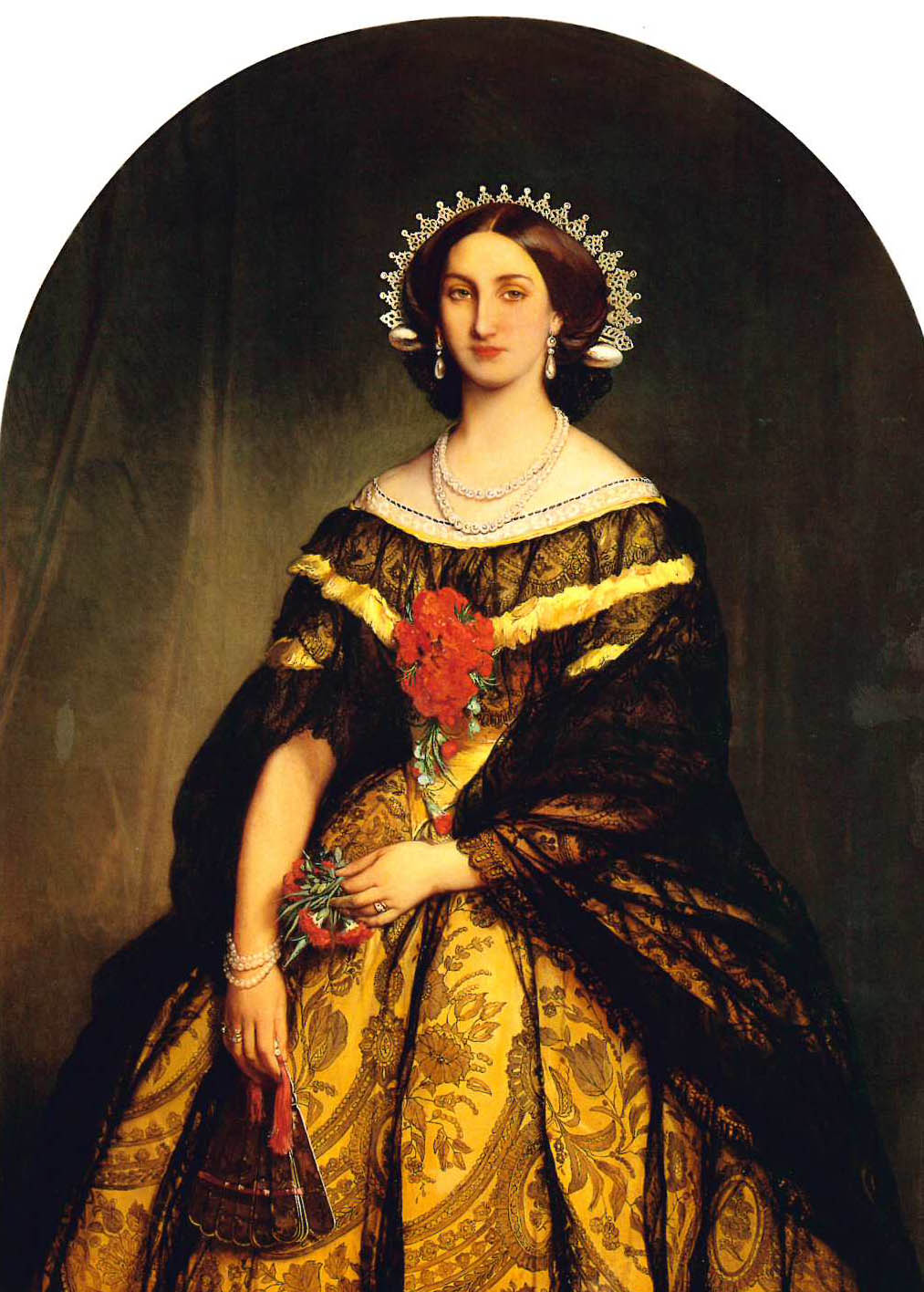
Carlota em traje típico da Lombardia.

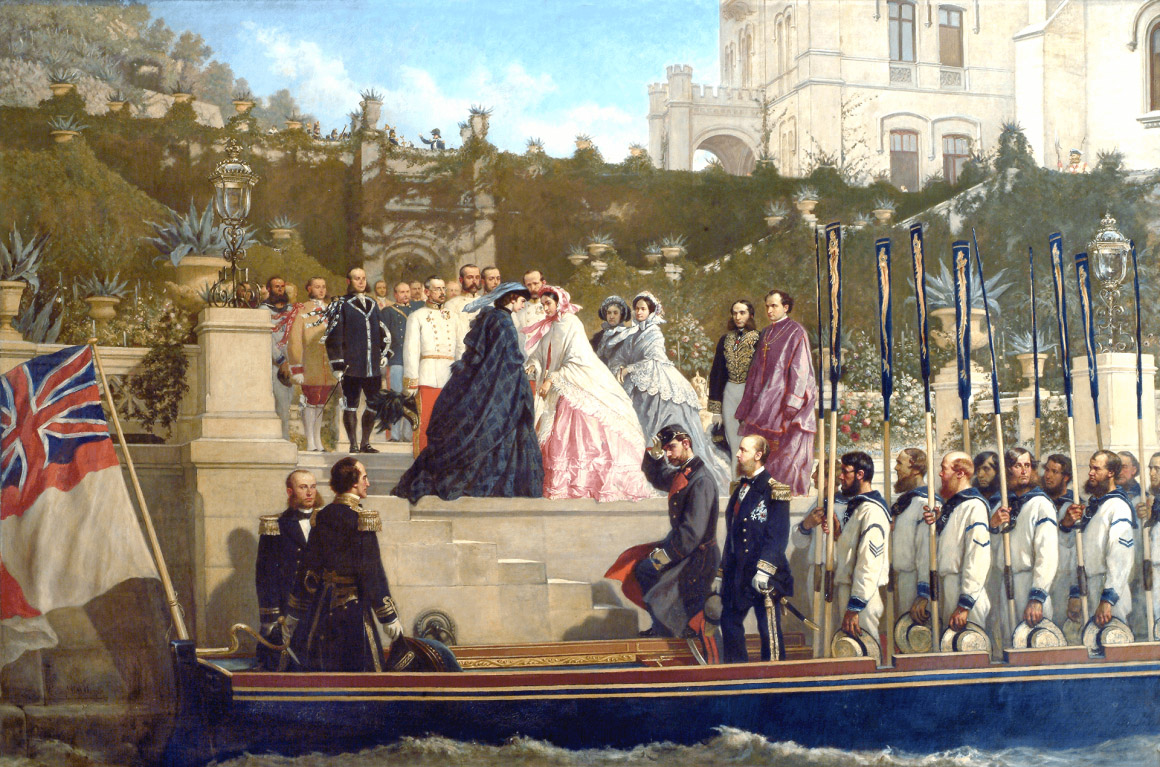
Visita da Imperatriz Sissi ao Castelo de Miramare em 1861, por Cesare Dell'Acqua, 1865. Carlota da Bélgica (em vestido rosa) recebe Sissi enquanto seu marido Maximiliano e seu irmão, o imperador Francisco José I, esperam no barco.

Em setembro de 1857, o Imperador Francisco José I da Áustria nomeou seu irmão Maximiliano como vice-rei do Reino da Lombardia-Vêneto. Após uma curta parada em Schönbrunn, onde conheceram a família imperial austríaca, os recém-casados seguiram para o Castelo de Miramare, onde permaneceram por oito dias. Eles então visitaram Veneza e Verona. Em 6 de setembro de 1857, Carlota e Maximiliano fizeram uma entrada solene em Milão, onde foram calorosamente recebidos. Alguns jornais alegaram que sua entrada foi feita para parecer ridícula por causa de carruagens e librés excessivamente ornamentadas. Leopoldo, Duque de Brabante, escreveu ao conde de Flandres: "Todos os criados usavam alabardas! Em Paris, falamos muito sobre isso [...]. Se pecamos aqui por muita simplicidade, eles são culpados por um luxo bufão de outra época e que hoje em dia parece muito fora do lugar". 
Na Itália, o casal arquiducal residia oficialmente em Milão, sede do governo da Lombardia-Vêneto. Às vezes hospedados no Palácio Real, eles também passavam um tempo na mais íntima Villa de Monza. Em sua capacidade como vice-rei, Maximiliano foi servido por uma corte importante e substancial, incluindo camareiros e mordomos. Carlota estava cercada por uma grande governanta, damas de companhia e uma grande suíte. Carlota parece ter gostado de seu tempo em Veneza. Durante a Páscoa de 1858, ela e Maximiliano viajaram pelo Grande Canal a bordo de uma gôndola cerimonial. Carlota também visitou várias instituições de caridade e escolas. Festas e bailes eram dados em sua homenagem, mas os aristocratas locais eram notáveis com suas ausências.
Em 1859, Carlota adquiriu a ilha de Lokrum e seu convento em ruínas. Ela e Maximiliano procederam à transformação da abadia beneditina em uma residência secundária. Em um nível privado, Maximiliano começou a negligenciar sua esposa, que se queixava, após um ano de casamento, de solidão e tédio.
Em 10 de abril de 1859, Maximiliano foi obrigado por seu irmão, o Imperador, a renunciar ao cargo de vice-rei da Lombardia-Vêneto. Ele tentou empreender reformas consideradas muito liberais pelo governo de Viena, além de mostrar indulgência para com os rebeldes italianos e ser muito perdulário.

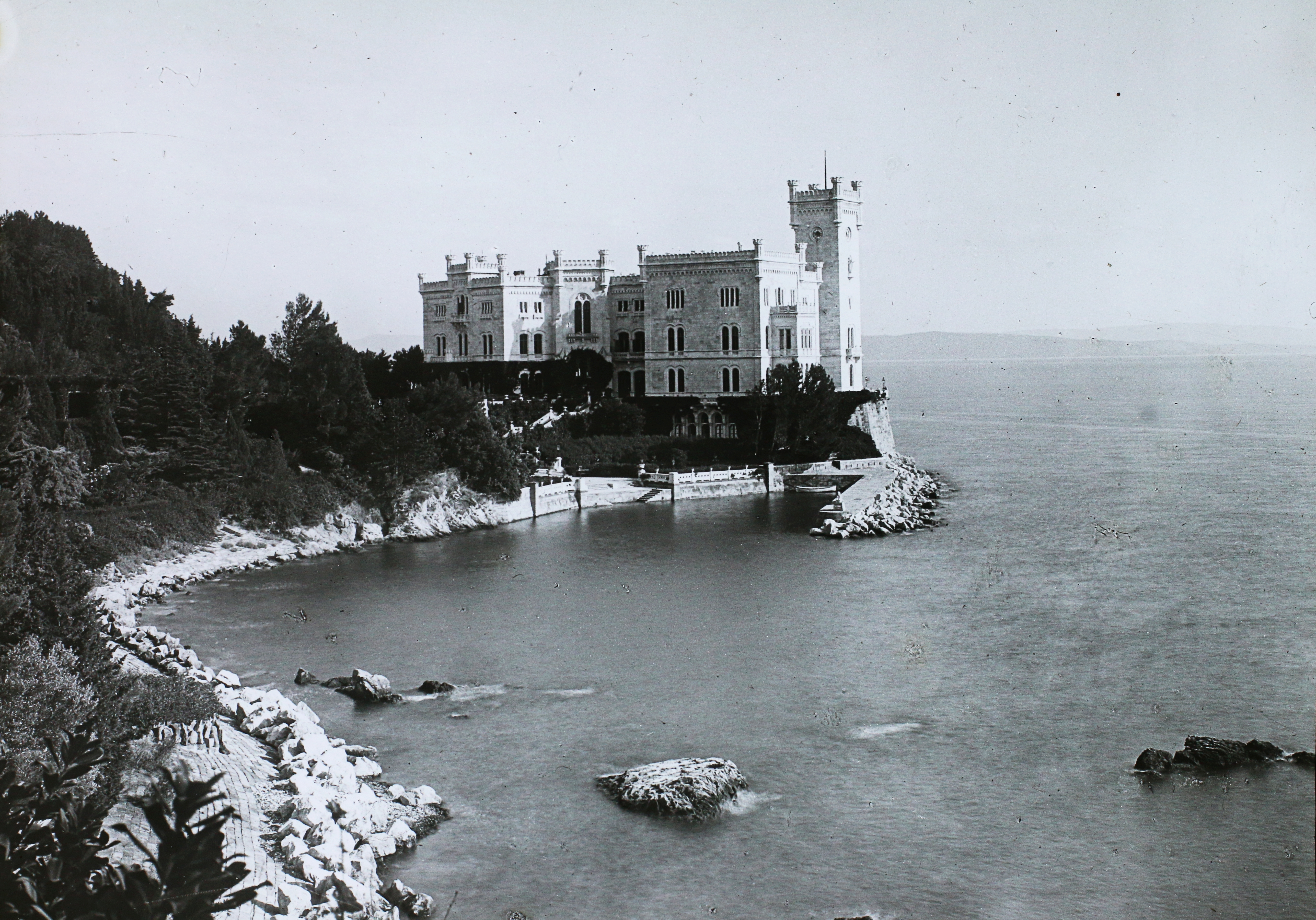
O Castelo de Miramare no início do século XX.

Carlota e Maximiliano, portanto, retiraram-se para o Castelo de Miramare em uma extremidade do Golfo de Trieste. A construção do castelo continuou ao longo de 1860, de acordo com os planos preparados por Maximilian e financiados em parte pelo dote de Carlota. Seu irmão, o futuro Leopoldo II da Bélgica, observou em seu diário: "A construção deste palácio nestes dias é uma loucura sem limites". Em correspondência, Carlota pintou um retrato idílico desta época em Miramare, embora o afastamento dos dois cônjuges parecesse ter se tornado mais marcante. Carlota praticava equitação, pintura e natação. Ela desempenhou um papel importante no planejamento do paisagem e da estatuária dos extensos jardins de Miramare, ao mesmo tempo em que contribuía com algumas de suas próprias pinturas para a galeria do palácio.
Em dezembro de 1859, Carlota e Maximiliano embarcaram em uma viagem a bordo do iate Fantasia, que os levou à Ilha da Madeira em dezembro de 1859, no local onde a princesa Maria Amélia de Bragança, outrora noiva de Maximiliano, havia morrido seis anos antes. Neste local, o arquiduque experimentou intenso arrependimento e pensamentos melancólicos. Carlota permaneceu sozinha no Funchal por três meses enquanto seu marido continuou sua viagem para o Brasil, onde visitou três estados: primeiro a Bahia, depois o Rio de Janeiro e finalmente o Espírito Santo. No retorno de sua viagem, Maximiliano retornou via Funchal, onde ele e Carlota se prepararam para retornar a Trieste. Primeiro, eles fizeram uma escala em Tétouan, onde atracaram em 18 de março de 1860.

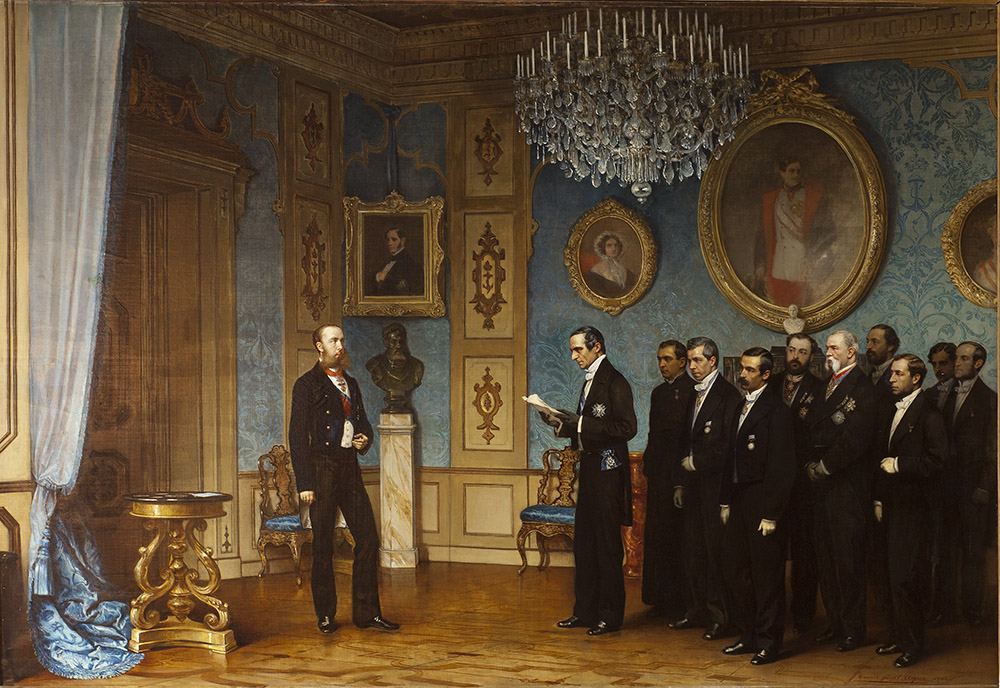
A delegação mexicana oferece a coroa ao arquiduque Maximiliano da Áustria no Castelo de Miramare.

Em 3 de outubro de 1863, uma delegação de notáveis mexicanos conservadores chegou ao Castelo de Miramare para oferecer formalmente ao arquiduque a coroa de seu país. Eles eram, em sua maioria, expatriados reacionários que residiam na Europa e desfrutavam apenas de apoio limitado em seu país natal. Na realidade, as negociações sobre esse assunto estavam em andamento há mais de dois anos: o imperador Napoleão III de França previa a criação de um Estado satélite "latino e católico" no México, o que limitaria a influência dos Estados Unidos da América, então nas garras da Guerra Civil. Ele foi encorajado neste projeto pela perspectiva de recuperar os investimentos e empréstimos franceses colocados em risco pela situação política caótica no México. Com o apoio papal, ele consequentemente procurou uma figura de proa adequada para servir como o imperador nominal do México. Sua escolha foi Maximiliano, que não detinha mais nenhum poder nas partes governadas pela Áustria no norte da Itália e estava ansioso por um papel mais desafiador. O imperador dos franceses prometeu apoiar Maximiliano militarmente se ele concordasse em partir para o México. No entanto, Maximiliano hesitou e demorou a concordar com essa aventura. O imperador Francisco José I era ambivalente em relação à proposta e seus ministros questionaram sua sabedoria. Maximiliano fez seu consentimento sujeito à ratificação do povo mexicano. A obstinada Carlota acreditava que restaurar a coroa mexicana constituiria uma missão para trazer ordem e civilização sob a casa de Habsburgo, que governaria novamente um império onde o sol nunca se põe;  ela argumentou decisivamente para superar as dúvidas de seu marido. Maximiliano aceitou a coroa mexicana e o casal se preparou para sua viagem ao Novo Mundo.

### Imperatriz do México

#### Partida para o México

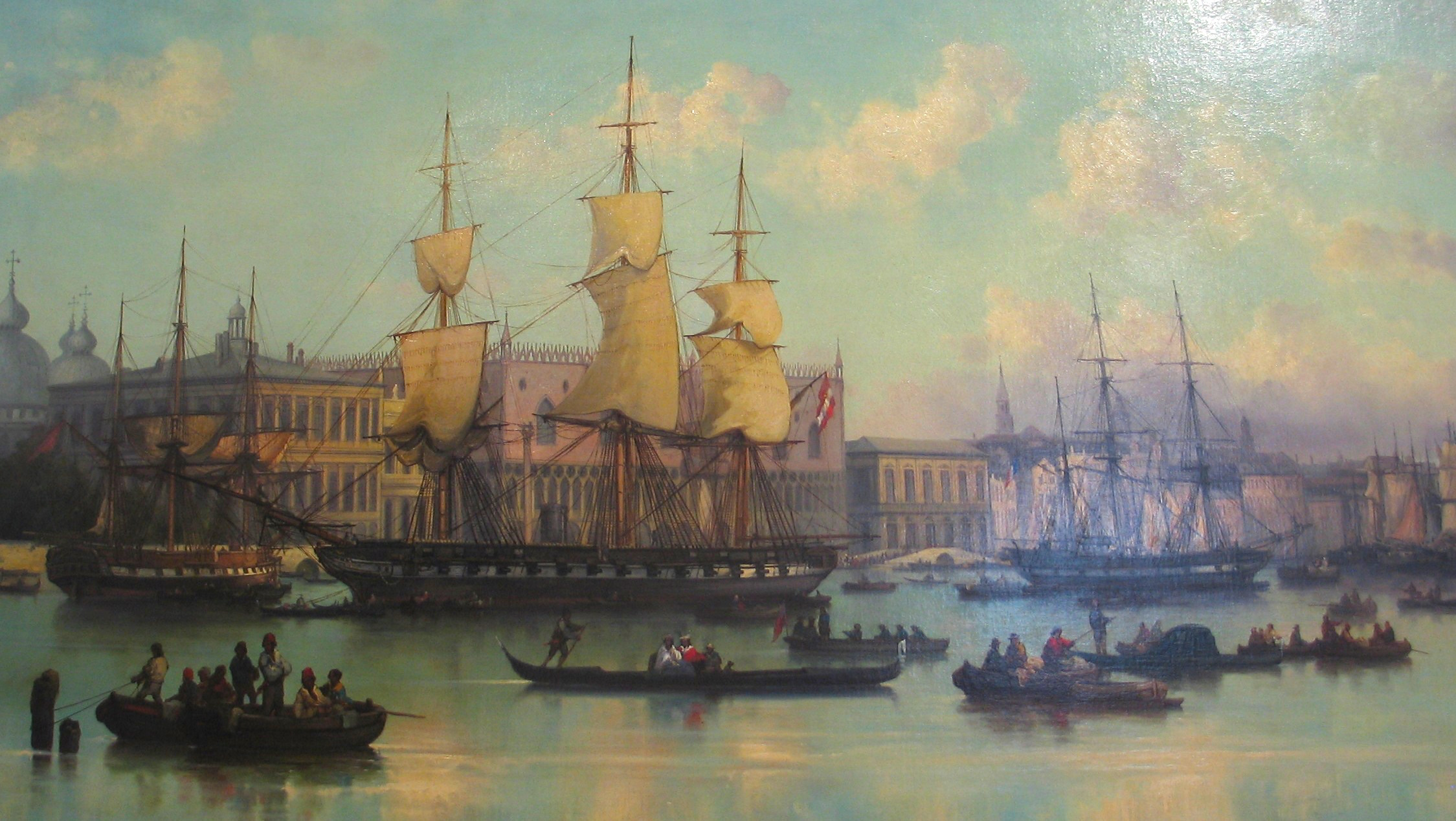
Pintura da fragata SMS Novara, por Josef Püttner (depois de 1862).

Em 10 de abril de 1864, em um apartamento do Castelo de Miramare, Maximiliano e Carlota foram proclamados informalmente como Imperador e Imperatriz do México. Maximiliano afirmou que os desejos do povo mexicano lhe permitiam considerar-se o legítimo representante eleito do povo. Na realidade, o arquiduque foi persuadido por alguns conservadores mexicanos que incorretamente lhe garantiram um apoio popular massivo. Para documentos de apoio, a delegação mexicana produziu "atos de adesão" contendo números populacionais para localidades dentro do México que foram supostamente pesquisadas. Maximiliano instruiu a delegação "a garantir por todos os meios o bem-estar, prosperidade, independência e integridade desta nação".

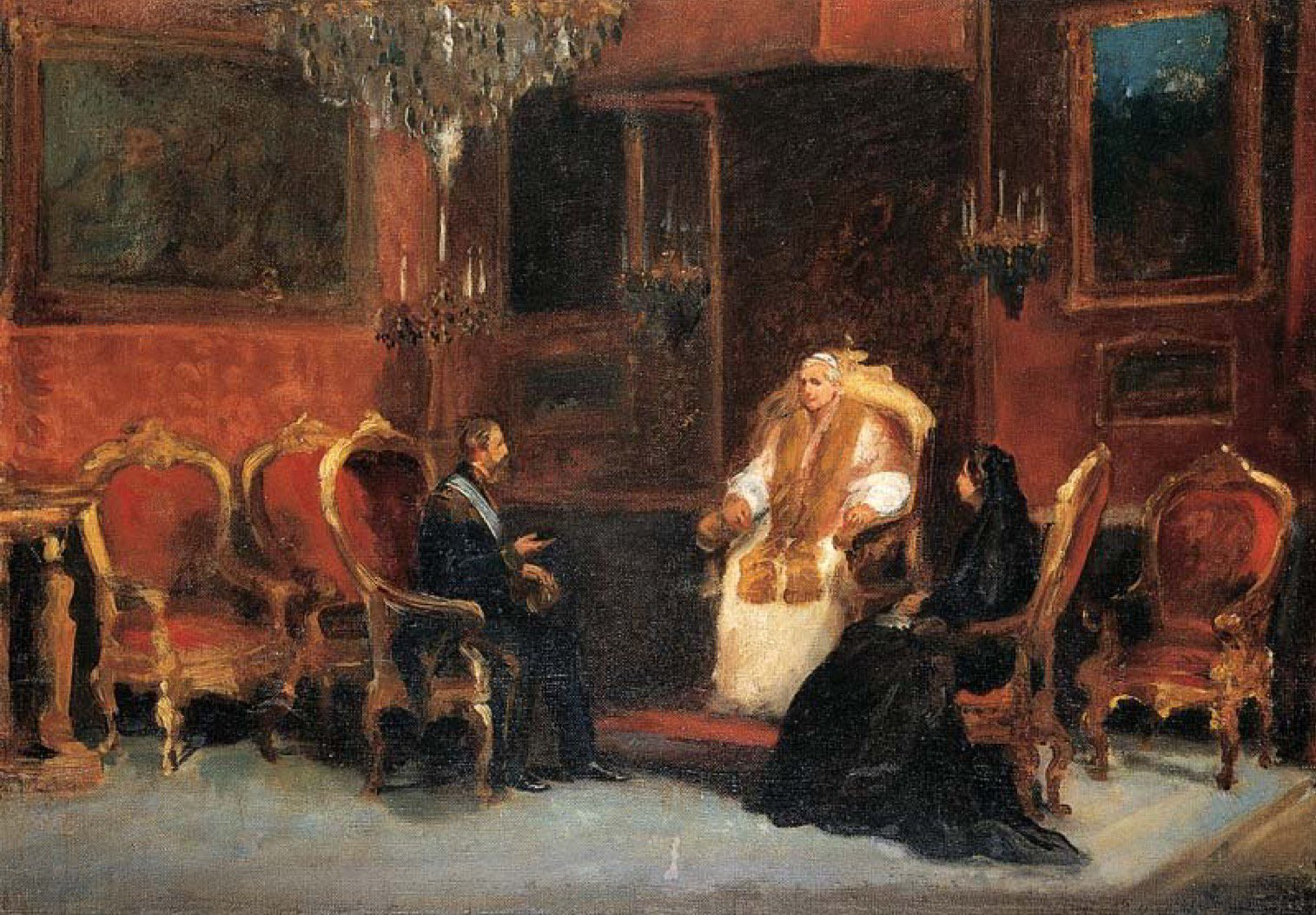
Audiência de Maximiliano e Carlota com o Papa Pio IX em 19 de abril de 1864.

Na mesma noite, um jantar oficial foi planejado em Miramare no grande salão de Les Mouettes. Agora à beira de um colapso nervoso, Maximiliano retirou-se para seus aposentos, onde foi examinado por seu médico August von Jilek  que encontrou o novo imperador prostrado e tão sobrecarregado que o médico o instruiu a descansar na casa do jardim da propriedade. Carlota, portanto, presidiu o banquete sozinha. A partida para o México foi marcada para 14 de abril. Uma vez a bordo da fragata austríaca SMS Novara e escoltado pela fragata francesa Thémis, Maximiliano ficou mais sereno. Ele e Carlota fizeram uma escala em Roma para receber a bênção do Papa Pio IX. Em 19 de abril, durante a audiência pontifícia no Palazzo Maffei Marescotti, o assunto da recuperação de bens da igreja confiscados pelo governo republicano mexicano foi evitado. No entanto, o Papa enfatizou que Maximiliano teria que respeitar os direitos da Igreja.
Um dos membros da delegação mexicana, o senhor Ignacio Aguilar y Marocho, fez um retrato falado da imperatriz:
"A arquiduquesa é uma destas pessoas que não se pode descrever, cuja graça e simpatia, por assim dizer, e cujas qualidades morais não é dado ao pintor transcrever na tela e nem ao fotógrafo no papel. Aparece como uma jovem alta, esbelta, cheia de saúde e de vida e que respira contentamento e bem estar; elegantíssima, mas muito simplesmente trajada: fronte pura e amistosa, olhos alegres, rasgados e vivos, como os das mexicanas; boca pequena e graciosa, lábios frescos e encarnados, dentes brancos e perfeitos, peitos empinados, corpo harmonioso em que competem a leveza e majestade de movimentos; fisionomia inteligente e espiritual; semblante acessível, bondoso e risonho, e que sem sombra de dúvida há algo de grave, decoroso e que infunde respeito; imagine isso tudo, e muito mais do que isso, e terá uma ideia da princesa Carlota."
Durante a longa travessia, Carlota e Maximiliano raramente discutiam as sérias dificuldades diplomáticas e políticas com as quais seriam confrontados no México. Em vez disso, eles passavam o tempo preparando a etiqueta de sua futura corte em grande detalhe. Eles começaram a escrever um manuscrito de 600 páginas relacionado às funções cerimoniais, regulando o protocolo em seus aspectos mais minuciosos. O SMS Novara fez escala na Iha da Madeira e na Jamaica. Os navios enfrentaram fortes tempestades antes de uma escala final ser feita na Martinica. Com o porto de Veracruz à sua frente, Carlota escreveu à avó: "Em poucas horas tocaremos o solo de nossa nova pátria... Estou encantada com os trópicos e só sonho com borboletas e beija-flores [...] Nunca teria acreditado que no que diz respeito às regiões onde vamos viver, meus desejos também foram completamente realizados".

#### Reinado

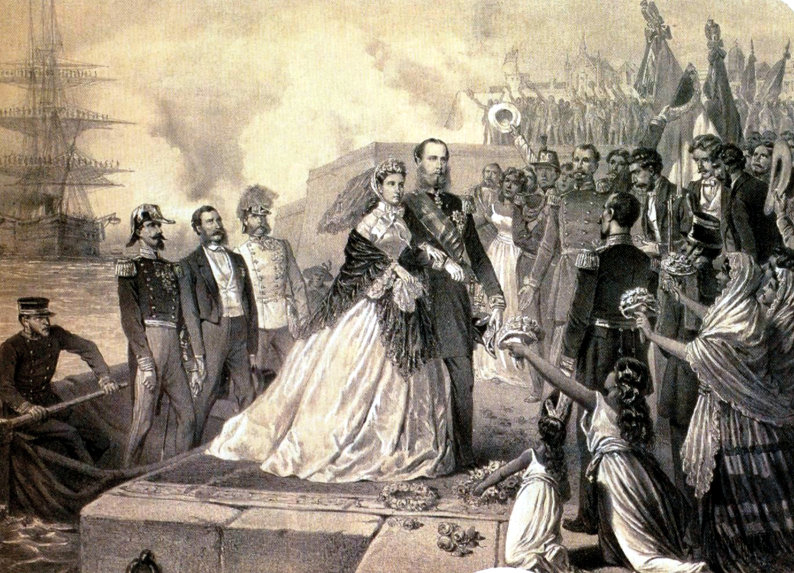
Chegada do Imperador Maximiliano e da Imperatriz Carlota ao porto de Veracru, México, em 29 de maio de 1864.

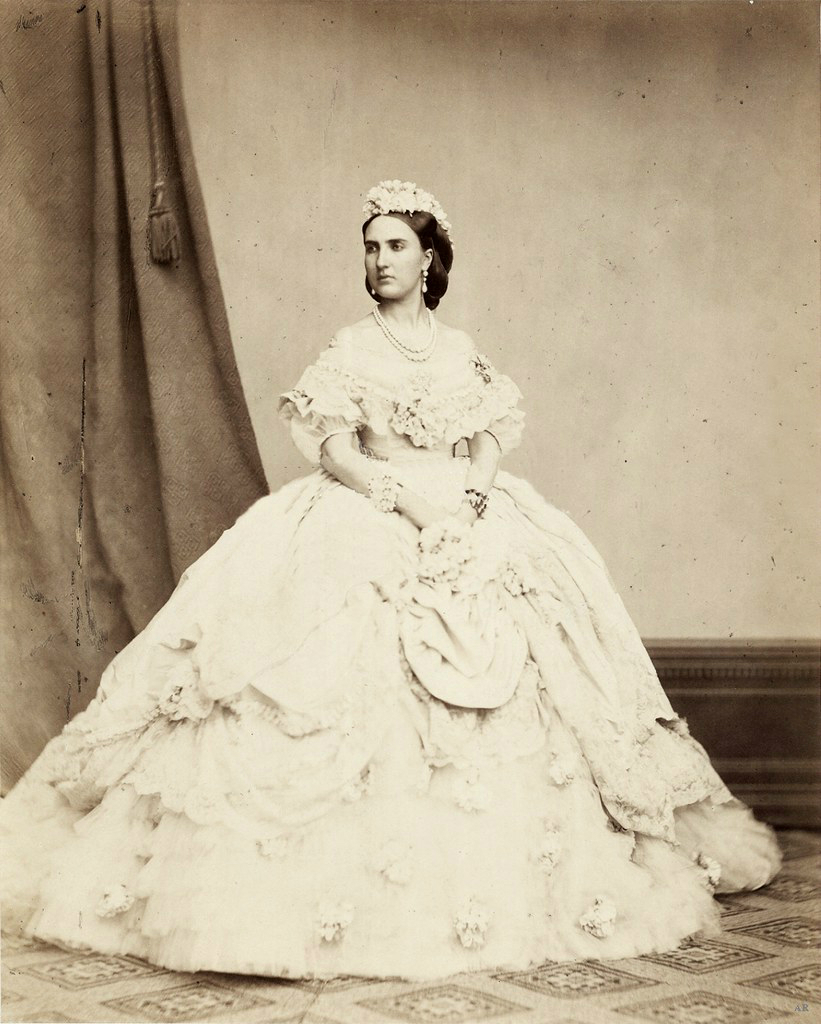
Fotografia da Imperatriz Carlota do México em 1864.

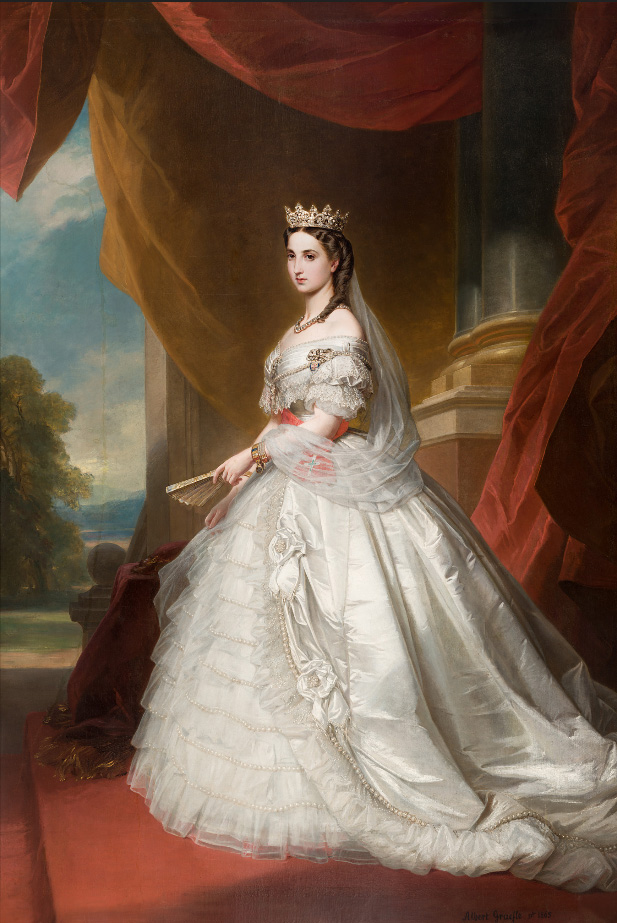
Retrato da imperatriz Carlota do México em traje de gala em 1865, por Albert Gräfle.

Maximiliano e Carlota chegaram ao porto de Veracruz em 28 de maio de 1864 e entraram na Cidade do México em 12 de junho com uma recepção calorosa.  Não impressionados com o Palácio Nacional, que exigia uma grande reforma, eles preferiram o Castelo de Chapultepec como sua nova residência imperial. Eles também escolheram o Palácio de Cortés em Cuernavaca como residência de verão. Pouco depois de sua chegada ao México, eles começaram melhorias caras em suas várias propriedades e arredores, apesar do tesouro mexicano estar em condições críticas. Carlota assumiu um papel de liderança nos vários festivais, desfiles militares, bailes e apresentações teatrais apresentados em sua homenagem. Ela também presidiu a recém-criada Ordem Imperial Mexicana de São Carlos (ou Orden Imperial de San Carlos), projetada para recompensar serviços de caridade ou outros serviços à nação mexicana.

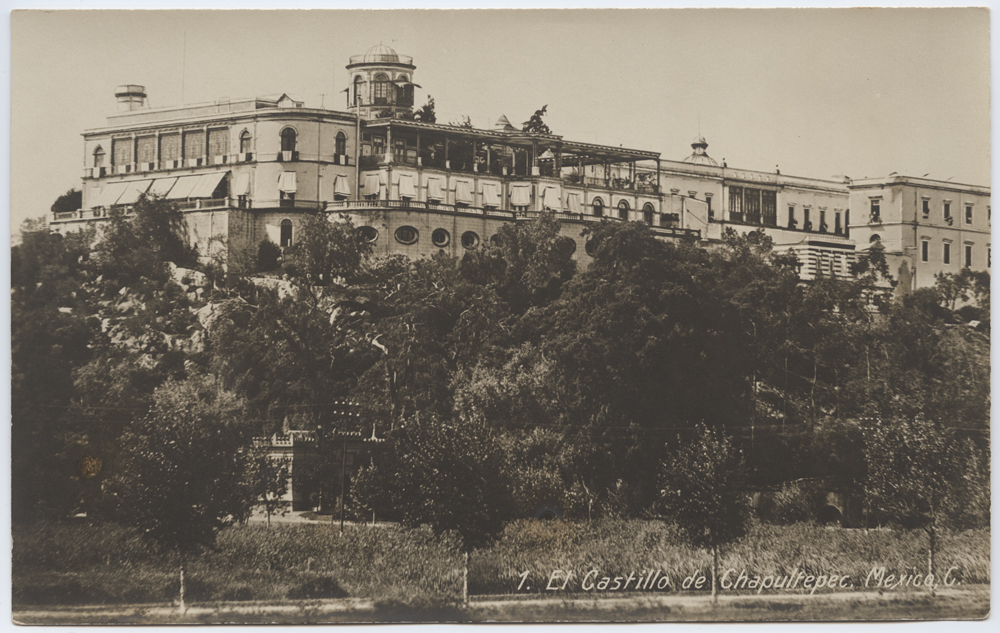
Fotografia do Castelo de Chapultepec no início do século XX.

Apesar das descrições idílicas do México que Maximiliano e Carlota escreveram aos seus parentes na Europa, não demorou muito para que eles percebessem a insegurança e a desordem que assolavam seu Império. Suas residências eram monitoradas perpetuamente por uma grande guarda armada destinada a repelir os bandos rebeldes que vagavam nas proximidades. A intervenção francesa, apoiada pelos contingentes belgas e austríacos e pelas tropas imperiais mexicanas locais, foi seguida por uma longa guerra civil que perturbou todos os aspectos da vida mexicana. Os aproximadamente 30.000 a 40.000 soldados da força expedicionária francesa, liderada pelo marechal Bazaine, tiveram que enfrentar múltiplas escaramuças lideradas pelos guerrilheiros em um território quatro vezes maior que o da França.
Uma minoria conservadora do povo mexicano apoiou o Segundo Império Mexicano, juntamente com a nobreza mexicana, o clero e alguns grupos nativos. O imperador tentou em vão reconciliar os partidos liberal e conservador. Ele decidiu seguir uma política liberal ao aprovar a secularização da propriedade eclesiástica em benefício do domínio nacional, o que alienou os conservadores e o clero. Quando ele estava ausente da Cidade do México, às vezes por vários meses, Maximiliano nomeou Carlota como regente; ela presidiu o Conselho de Ministros e deu audiências públicas aos domingos. A popularidade dos soberanos já estava diminuindo antes do final do primeiro ano de seu reinado.

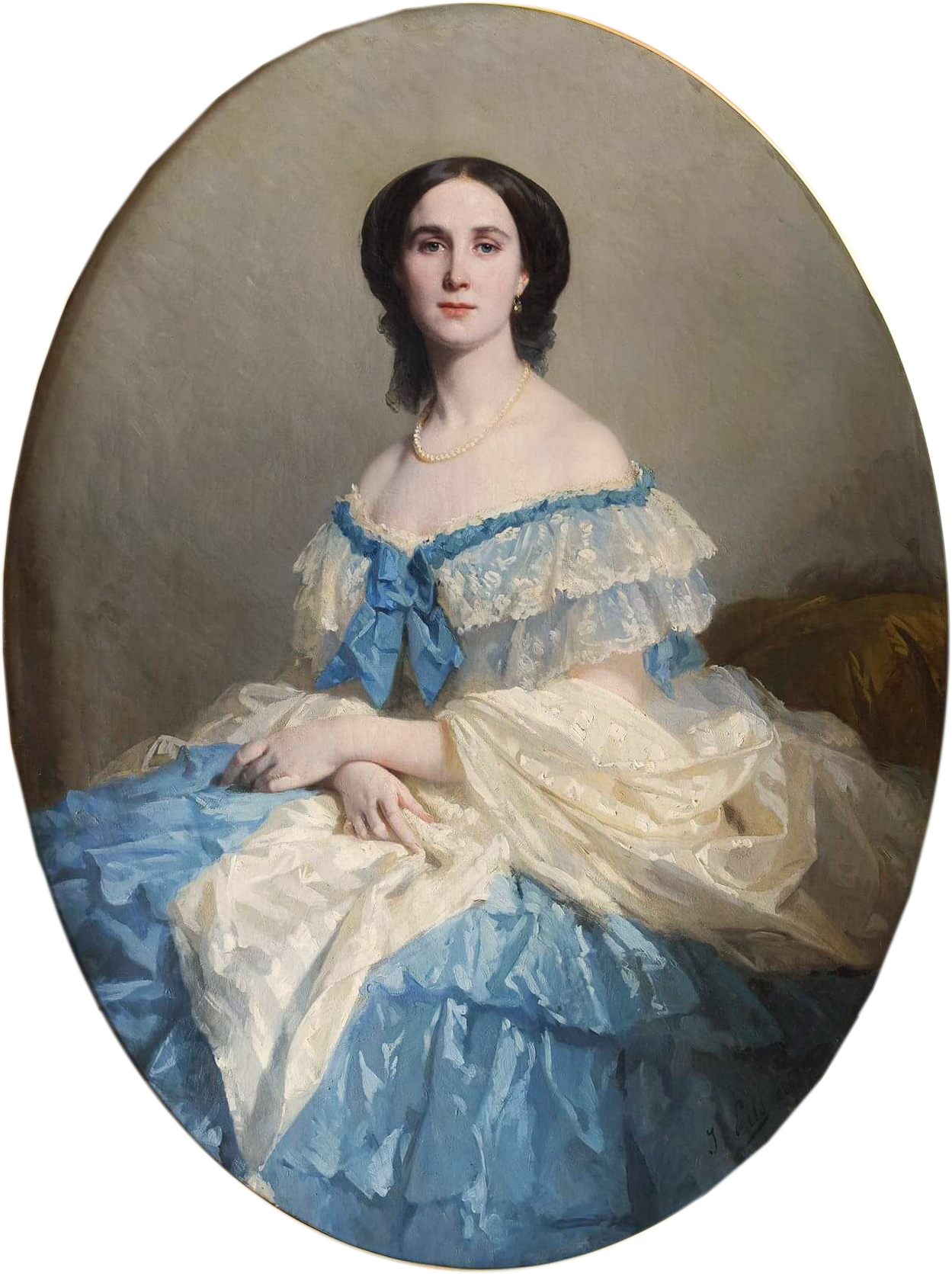
Retrato da Imperatriz Carlota do México em 1865, por Isidore Pils.

Sem um filho de seu casamento, Maximiliano, para desaprovação de Carlota, decidiu em setembro de 1865 adotar Agustín de Iturbide y Green e Salvador de Iturbide y Marzán, netos de Agustín I de Iturbide, um antigo imperador do México (r. 1822–23), fundando assim a casa de Habsburgo-Iturbide. Agustín tinha apenas dois anos quando foi adotado e foi separado à força de sua mãe, sob as ordens de Maximiliano. Esta situação perturbou Carlota, que foi forçada pelo marido a ir buscar a criança ela mesma de seus pais biológicos. A essa altura, a opinião pública sobre Maximiliano era quase unanimemente negativa. Ele deu a Agustín de Iturbide y Green o título de "Sua Alteza, O Príncipe de Iturbide " e títulos imperiais semelhantes foram concedidos a vários membros da família extensa da criança. Ele também garantiu que o tratado secreto entre ele e a casa de Iturbide fosse publicado em jornais europeus, o que impediu que Carlota ou qualquer outra pessoa tentasse reverter a adoção. Apesar dessas ações, parece que Maximiliano nunca teve a intenção de dar o trono a Agustín ou Salvador, porque eles não eram de sangue real. Ele mesmo explicou que tudo era uma farsa para convencer seu irmão mais novo, o arquiduque Carlos Luís da Áustria, a lhe dar um de seus filhos para atuar como herdeiro.
Um ano após a chegada de Maximiliano e Carlota, a situação no México permaneceu instável. Carlota escreveu: "Como o desastre não vem sozinho, o interior continua a ser devastado. Bandas emergem como se fossem do subsolo onde antes não havia nenhuma". A questão perpétua do financiamento fez com que as relações entre a França e o México se deteriorassem. Os republicanos do ex-presidente mexicano Benito Juárez começaram a alistar homens e armas dos Estados Unidos da América, onde a Guerra Civil havia acabado de terminar. A Legião Belga, composta por 4.000 homens, foi derrotada pelas tropas juaristas na Batalha de Tacámbaro (11 de abril de 1865), mas venceu a Batalha de la Loma (16 de julho de 1865) sob o comando do Tenente-Coronel (mais tarde General) Alfred van der Smissen.
Perante esta situação complexa, Maximiliano resolveu, sob pressão do marechal Bazaine e do exército francês, adotar uma política de dura repressão contra os rebeldes. Publicou o "Decreto Negro" a 3 de Outubro de 1865, que, ao mesmo tempo que prometia uma anistia aos dissidentes que se rendessem, declarava no seu primeiro artigo: "Todos os indivíduos pertencentes a bandos ou a concentrações armadas existentes sem autorização legal, quer proclamem ou não um pretexto político [...] serão julgados militarmente pelos tribunais marciais. Se forem culpados, mesmo que seja apenas pelo simples facto de pertencerem a um bando armado, serão condenados à morte e a pena será executada em 24 horas". Ao abrigo deste decreto, várias centenas de rebeldes e opositores políticos foram sumariamente executados.

#### Viagem a Yucatán e Partida do México

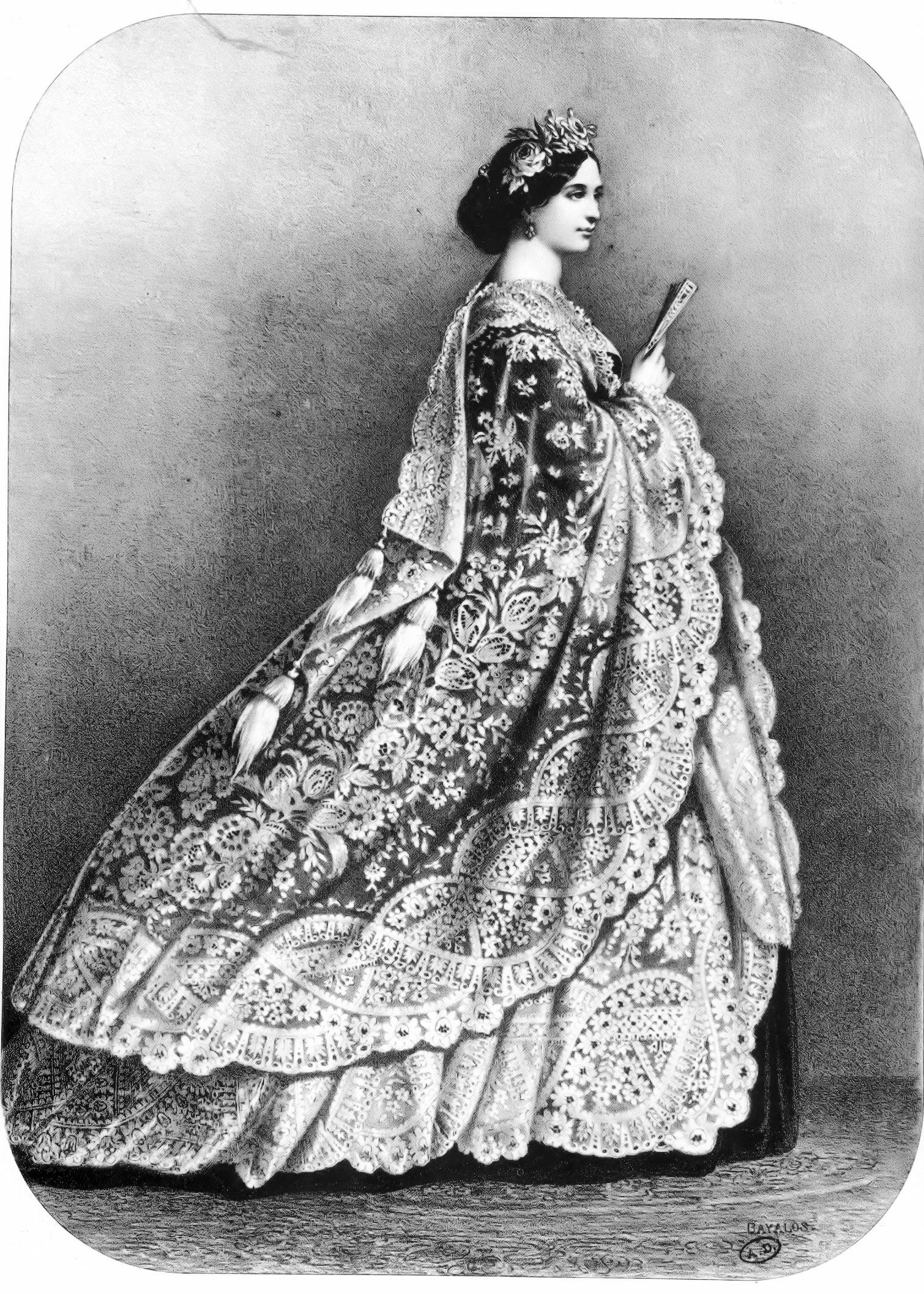
Gravura da Imperatriz Carlota do México em traje típico mexicano.

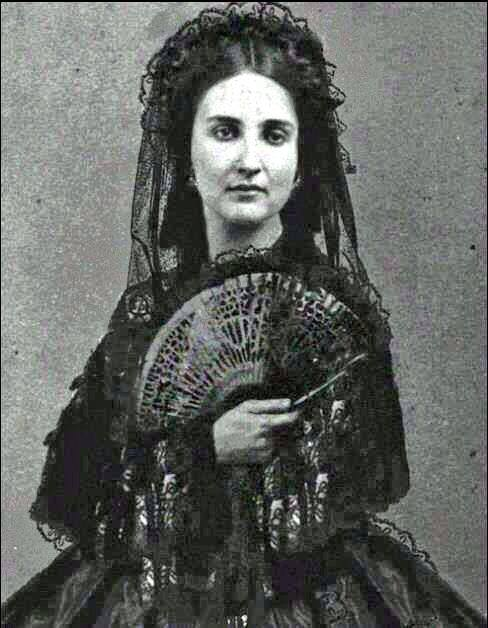
Fotografia da Imperatriz Carlota do México em 1866.

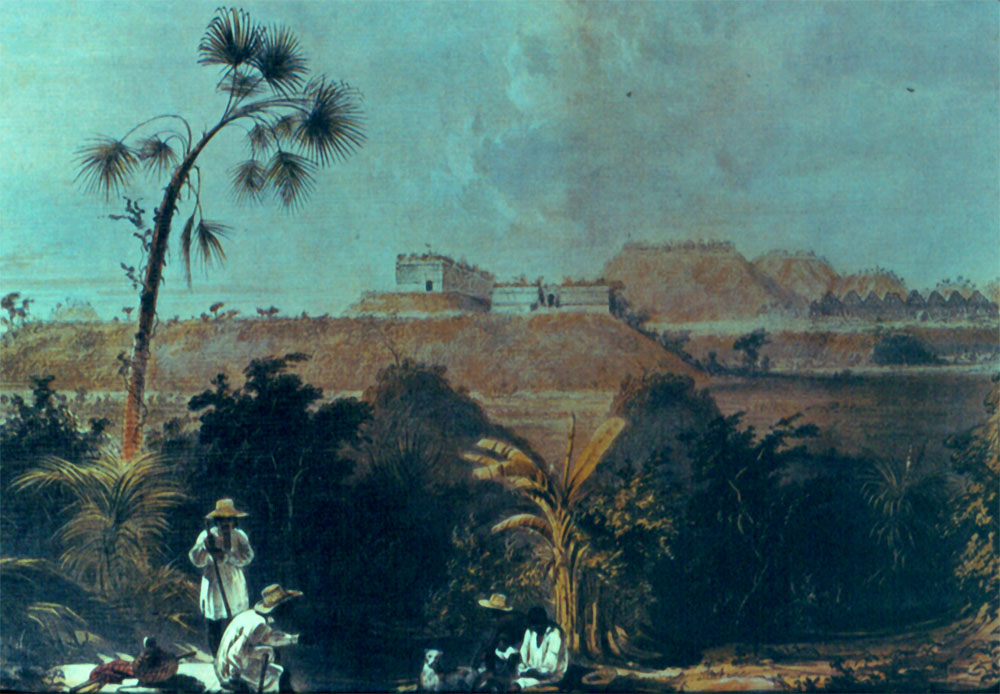
Pintura da antiga cidade maia de Uxmal no século XIX.

Em 6 de novembro de 1865, Carlota iniciou uma visita oficial à remota província de Yucatán, que durou quase dois meses. Sem Maximiliano, mas acompanhada por uma comitiva imponente, ela partiu no Tabasco, um navio em más condições cujo arriamento tornava a travessia do Golfo do México muito difícil. Yucatán, longe dos trágicos acontecimentos que ensanguentaram o resto do México, deu uma recepção relativamente calorosa à imperatriz. Esta viagem começou com uma sucessão de festividades que precederam sua chegada a Mérida, capital da província. Carlota então aproveitou a oportunidade para visitar as ruínas da antiga cidade maia de Uxmal, onde admirou as curiosidades arqueológicas. Enquanto estava lá, ela escreveu uma série de cartas e relatórios sobre a península que agora estão arquivados nos Arquivos Nacionais da Áustria e na Biblioteca do Congresso. Quando Carlota encontrou Maximiliano novamente em Cuernavaca, na véspera do Ano Novo de 1866, ele a informou sobre os novos projetos legislativos que havia concebido. Carlota e seu marido ficaram alguns dias em Cuernavaca, onde na manhã de 6 de janeiro, ela soube da morte de seu pai, o rei Leopoldo I da Bélgica, quase quatro semanas antes. Dois meses depois, em 24 de março, Carlota soube que sua avó materna Maria Amélia, rainha viúva consorte dos franceses, a quem ela era profundamente apegada, havia morrido na Inglaterra.

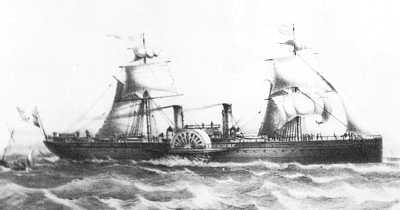
A Impératrice Éugenie em 1864.

Em janeiro de 1866, o imperador Napoleão III, influenciado pela hostilidade pública francesa à expedição mexicana, decidiu iniciar a retirada de suas tropas que apoiavam a causa imperial no México. Essa retirada estratégica foi um golpe potencialmente fatal para a recente monarquia mexicana; no final da retirada da força expedicionária francesa, Maximiliano teria apenas o apoio de uma pequena força de soldados mexicanos imperiais e um contingente de voluntários belgas e austríacos, que foram facilmente superados em número pelas forças rebeldes. O anúncio da retirada francesa encorajou a legação belga a deixar o país. Em uma tentativa desesperada de salvar o trono de seu marido, Carlota resolveu persuadir pessoalmente Napoleão III a reconsiderar sua decisão. Em 9 de julho de 1866, Carlota, com a concordância de Maximiliano, zarpou para a Europa do porto de Veracruz no transatlântico Impératrice Eugénie.  Ela foi acompanhada por Martín del Castillo y Cos, Ministro das Relações Exteriores, e seus dois filhos adotivos, os Príncipes de Iturbide.
Posteriormente, circulou um rumor de que Carlota, pouco antes de sua viagem à Europa, engravidou de seu ajudante de campo Alfred van der Smissen e deu à luz um filho no início de 1867. Mas esse rumor foi desmascarado por historiadores.

### Retorno à Europa
Em 8 de agosto de 1866, a imperatriz Carlota chegou à Europa com seus dois filhos adotivos e Martín del Castillo, no porto de Saint-Nazaire, onde foram recebidos por Juan Almonte e sua esposa, em vez de uma cerimônia oficial de boas-vindas. De lá, ela pegou um trem para Paris, onde chegou em 9 de agosto. Durante a viagem, Carlota recebeu um telégrafo de Napoleão III, informando-a de que ele estava terrivelmente doente, mas isso pouco a dissuadiu. No Castelo de Saint-Cloud, o acamado Napoleão III recebeu um telegrama de Carlota solicitando uma entrevista. Ele primeiro enviou sua esposa, a imperatriz Eugénia, ao Le Grand Hôtel, onde Carlota estava hospedada, na esperança de dissuadir a determinada imperatriz do México de seus planos de encontrá-lo pessoalmente. Mas Carlota não pôde ser dissuadida e Eugénia fez arranjos para um primeiro encontro entre os dois no dia seguinte, 11 de agosto, em Saint-Cloud.

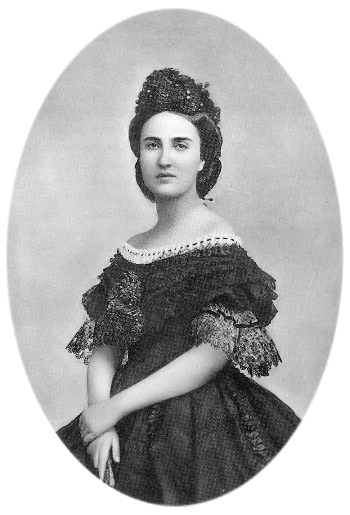
Fotografia da Imperatriz Carlota do México.

Apesar de preparar cuidadosamente seus argumentos em um resumo de vinte páginas, o encontro entre Carlota e Napoleão III terminou em completo fracasso. Ela fez um longo e apaixonado discurso lembrando Napoleão III de suas promessas e do Tratado de Miramar, mas o imperador foi inabalável em sua posição, afirmando que não poderia decidir nada sem a aprovação de seus ministros e que se recusou a negociar novas garantias financeiras e militares em favor do México. Com sua missão arruinada, Carlota começou a manifestar sintomas de paranoia e teve um profundo colapso cognitivo e emocional. Dois dias depois, ela retornou a Saint-Cloud para tentar outra negociação com Napoleão III. Uma discussão animada irrompeu na presença da imperatriz Eugénia, que afundou em uma poltrona, fingindo desmaiar. Os primeiros sinais do colapso mental de Carlota tornaram-se evidentes, quando, dominada pela tristeza, ela se jogou em uma poltrona próxima, soluçando histericamente. O Conselho de Ministros de 18 de agosto de 1866 confirmou a posição de Napoleão III e se opôs formalmente à manutenção de qualquer presença militar da França no México. Em 19 de agosto, Napoleão III foi pessoalmente ao Le Grand Hôtel para um terceiro e último encontro com Carlota, para confirmar-lhe que a França não continuaria a atuar no México.
Abalada pela recusa de Napoleão III, em 21 de agosto Carlota deixou a França para o Castelo de Miramare em Trieste; na viagem até lá, sua saúde mental mostrou sinais de piora — ao passar por um fazendeiro, ela se convenceu de que ele era um assassino. Ela gritou persistentemente para seu cocheiro dirigir mais rápido. Ela evitou passar por Bruxelas e Viena, devido à retirada das tropas belgas e austríacas do México, e Carlota não procurou ajuda nem de sua família nem da de seu marido. O falecido pai de Carlota, o rei Leopoldo I, duvidava da aventura mexicana, e seu filho, agora Leopoldo II, embora outrora um firme defensor das ambições de sua irmã, não podia mais ignorar a hostilidade dos belgas em relação a um maior envolvimento no México, especialmente em vista das perdas significativas sofridas lá pela Legião Belga. Carlota estava agora isolada e não podia mais contar com mais apoio europeu.

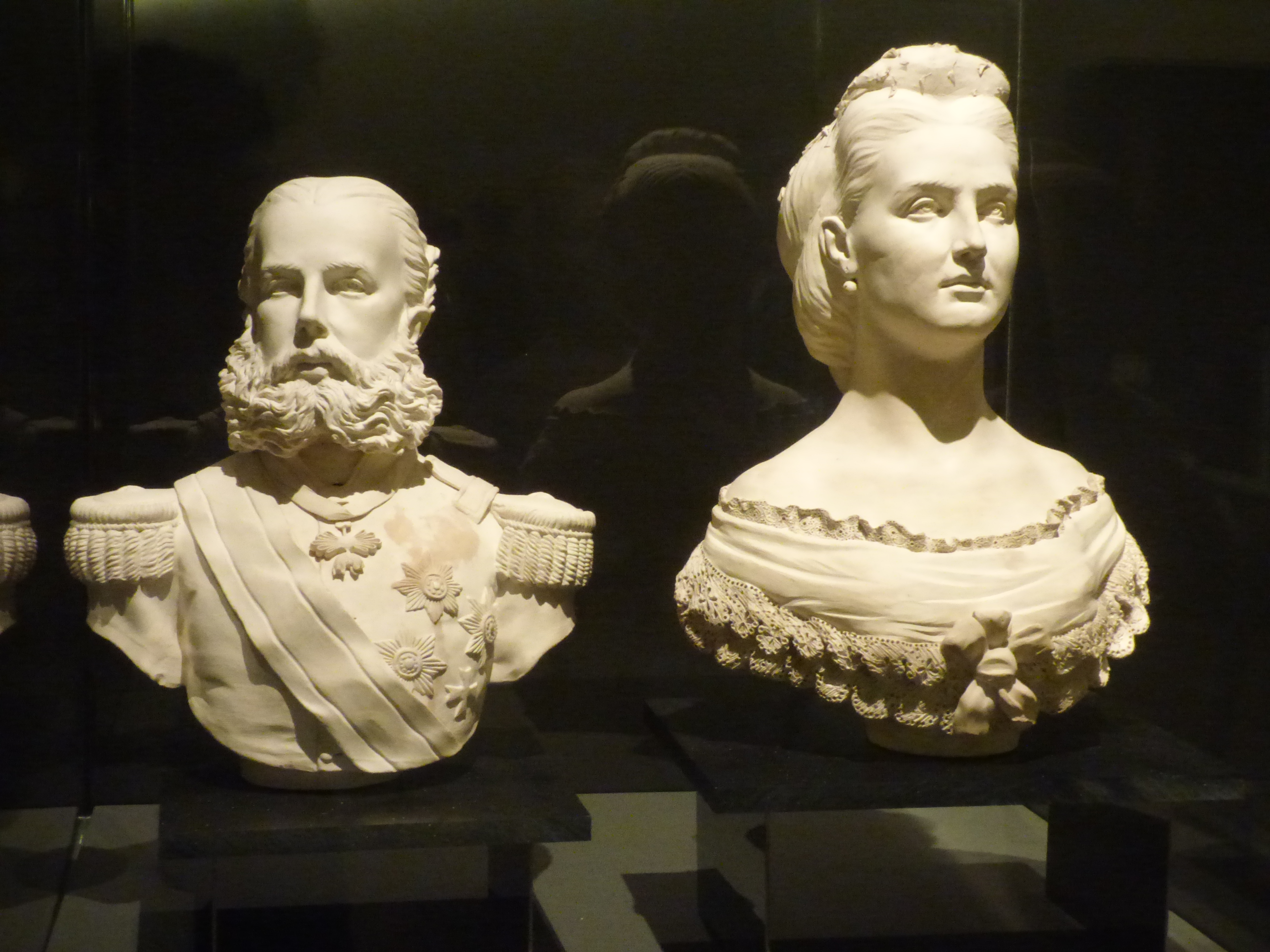
Bustos de Maximiliano e Carlota do México.

Uma vez em Miramare, Carlota encontrou uma mensagem de Maximiliano esperando por ela, implorando-lhe para buscar uma audiência com o Papa Pio IX em Roma. Após uma estadia de um mês em Trieste, Carlota partiu para o Vaticano para tentar ganhar apoio contínuo do pontífice para o regime imperial no México. O Papa Pio IX, no entanto, não viu razão para implicar ainda mais a Igreja no desastroso empreendimento mexicano. A caminho de Roma, Carlota mostrou mais sinais de deterioração da saúde mental; enquanto parava para passar a noite na cidade de Bolzano no Tirol do Sul, então parte do Império Austríaco, Charlotte informou Martín del Castillo que ela se sentia mal e insistiu que era devido a ter sido envenenada por espiões e traidores entre seu grupo.
Em 24 de setembro de 1866, Carlota chegou a Roma. Três dias depois, em 27 de setembro, ela teve uma audiência com o Papa Pio IX, mas como era esperado, o pontífice estava relutante em usar sua influência para intervir na política francesa em nome do Império Mexicano. Carlota ficou desanimada. Dominada pelo desespero e pela paranoia, ela se fechou em seu hotel. Ela se vestiu com roupas de luto e, com medo de veneno, negou-se a comer e beber. Ela pediu para ser levada à Fontana di Trevi para matar sua sede depois de não ter consumido nenhum líquido desde o dia anterior. Em 1º de outubro, Carlota foi ao Vaticano para um novo encontro com o Papa, ainda vestida de luto e com seu rosto supostamente exibindo olhos fundos e bochechas coradas. Chorando histericamente, ela se recusou a retornar ao seu hotel e implorou para ser abrigada durante a noite nos aposentos papais, convencida de que assassinos enviados por Napoleão III a esperavam do lado de fora. O Papa deixou Carlota comer parte de seu próprio jantar e, quebrando as regras da Santa Sé, mandou mudar uma cama para ela na biblioteca pontifícia, tornando Carlota a primeira mulher conhecida por ter dormido no Vaticano. Nos dias seguintes, ela se confinou em seu quarto de hotel, saindo apenas para beber água de fontes públicas, com um cálice que havia tirado dos aposentos papais.

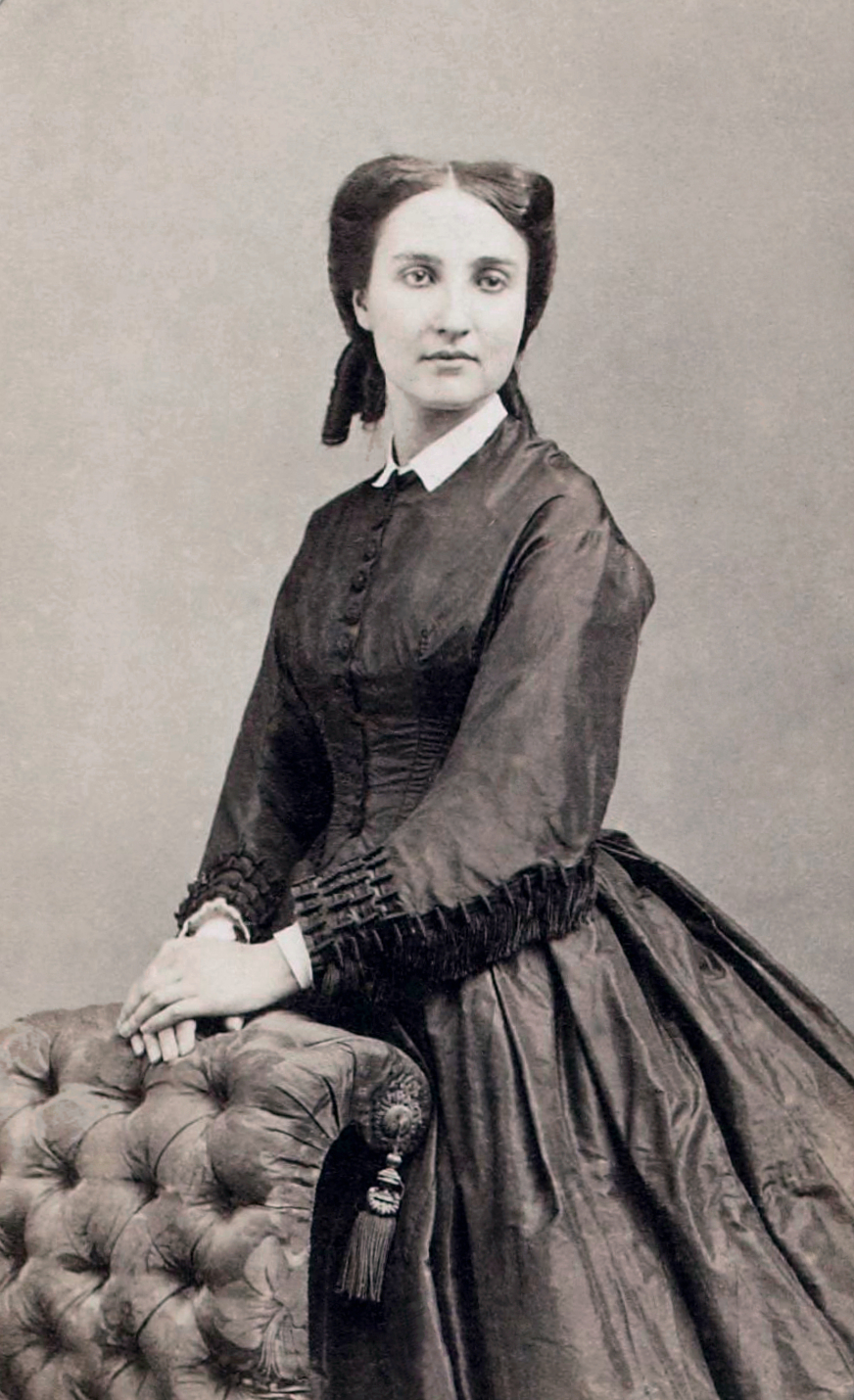
Fotografia de Carlota trajando luto em 1867, por Eugène Disdéri.

O rei Leopoldo II ficou preocupado com as notícias que recebeu de Carlota, então enviou seu irmão, o conde de Flandres, para Roma, onde chegou em 8 de outubro de 1866. Dois dias depois, o conde escoltou sua irmã, muito deprimida e instável, e os dois príncipes de Iturbide, para o Castelo de Miramare. Lá, Carlota persistiu em sua obsessão por envenenamento. O conde de Flandres relatou o comportamento errático e estranho de sua irmã ao rei Leopoldo II. Depois de examinar a imperatriz, Josef Gottfried von Riedel, um médico alienista vienense , diagnosticou "loucura com ideias fixas de perseguição", acreditando que o clima mexicano e o tratamento humilhante que Carlota recebeu na França agravaram sua condição. Em Miramare, Carlota foi confinada no pavilhão do Gartenhaus, supervisionada por agentes de segurança austríacos.
Quando a notícia da captura de Maximiliano pelas forças republicanas mexicanas e sua execução em Santiago de Querétaro em 19 de junho de 1867 se tornou conhecida, a família real belga interrompeu sua visita a Paris para a Exposição Internacional e retornou a Bruxelas no início de julho de 1867. Por fim, a família de Carlota optou por não contar a ela sobre a morte de seu marido.  Com a morte de Maximiliano, a tutela de Carlota se tornou um problema: ela havia aceitado até então seu confinamento em Miramare, então em território austríaco, acreditando que seu marido exigia esse confinamento para sua segurança. Seu irmão, Leopoldo II, acreditava que não havia razão para Carlota ficar na Áustria e preferia que ela retornasse para sua terra natal, a Bélgica. No entanto, após a prisão de Maximiliano em 15 de maio, seu irmão, o imperador Francisco José I, restaurou os direitos e títulos de Maximiliano como membro da casa de Habsburgo em uma tentativa de salvar sua vida, convencido de que os rebeldes não ousariam atirar em um arquiduque austríaco. Posteriormente, Carlota recuperou o seu estatuto de arquiduquesa da Áustria e, portanto, os seus sogros continuaram a ser os seus tutores legais.

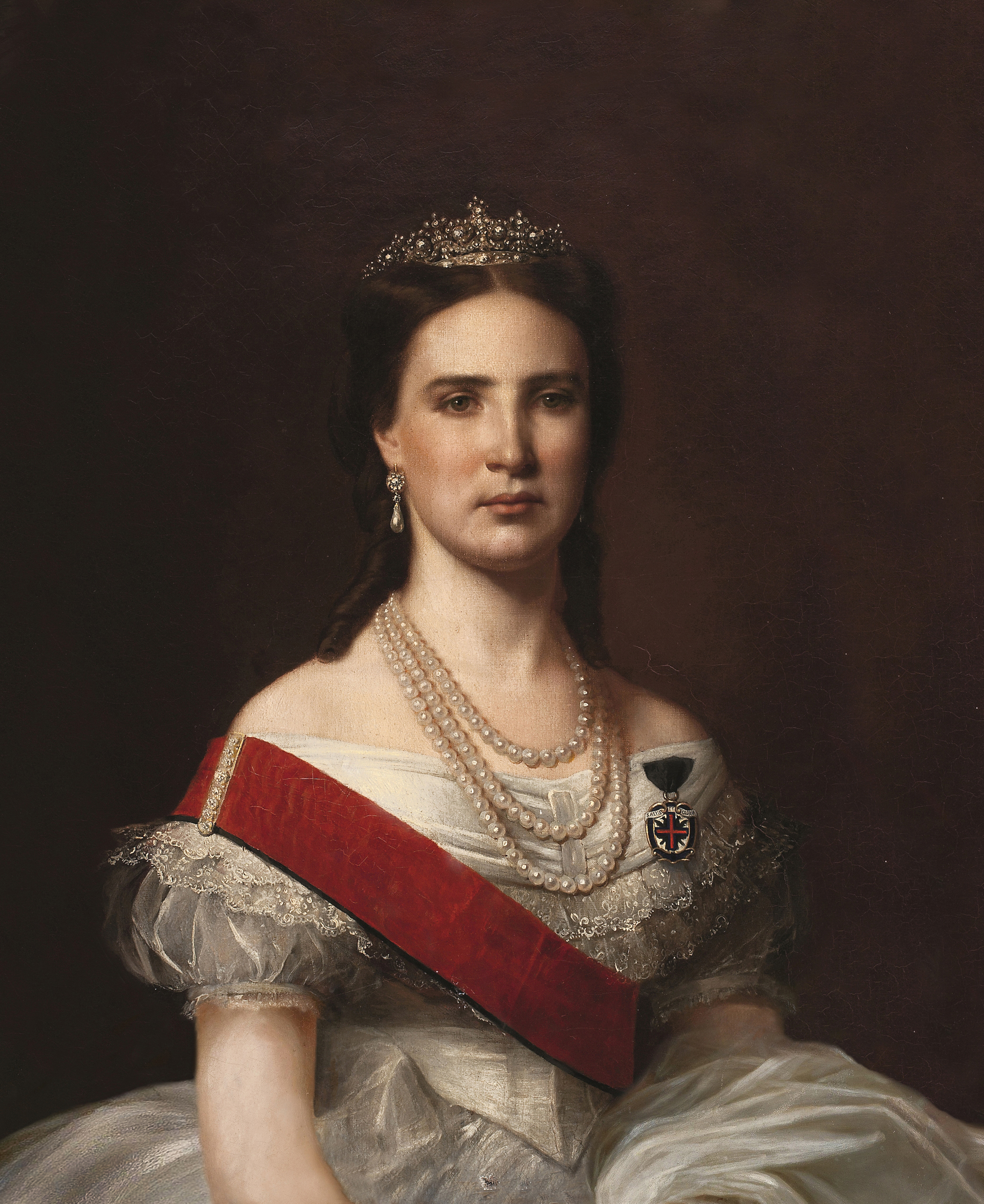
Retrato da imperatriz Carlota do México em 1867, por Santiago Rebull. No Museu Nacional de Arte da Cidade do México.

O imperador da Áustria enviou o Conde Karl de Bombelles,, e o médico August von Jilek, um amigo de Maximiliano, ao Castelo de Miramare em nome dos Habsburgos. Seguindo as ordens de Francisco José I, o conde de Bombelles argumentou para manter Carlota em Miramare. Em julho de 1867, o rei Leopoldo II enviou sua esposa, a rainha Maria Henriqueta da Áustria e seu confidente Barão Auguste Goffinet a Viena para implorar ao imperador que permitisse a libertação de Carlota e seu retorno à Bélgica o mais rápido possível. Quando a rainha Maria Henriqueta chegou a Miramare em 14 de julho de 1867, ela encontrou Carlota em um terrível estado físico e mental, tendo sido tratada como prisioneira pelas forças de segurança austríacas nos últimos nove meses. Após duas semanas de negociações, a rainha Maria Henriqueta e Goffinet conseguiram remover Carlota da tutela de seus sogros e convencê-la a retornar com eles para a Bélgica. Este sucesso deveu-se em grande parte a Jan Frans Bulckens, um psiquiatra belga enviado por Leopoldo II para cuidar da sua irmã. Bulckens e a sua equipa médica mantiveram Carlota sob observação rigorosa e determinaram que, devido ao estado mental da imperatriz-viúva, ela não poderia ser informada da execução do seu marido. Com a ajuda desta equipa médica, a rainha Maria Henriqueta elaborou um plano para dar à sua cunhada um telegrama falso de Maximiliano, no qual ele lhe pedia que regressasse a Bruxelas. O esquema funcionou e Carlota, com a delegação belga, deixou Miramare pela última vez.
Após a partida de Carlota da Áustria, Viena e Bruxelas continuaram a discutir sobre a questão da herança de Carlota. O imperador Francisco José I colocou sua cunhada sob a custódia de seu irmão mais novo, o arquiduque Carlos Luís da Áustria, a fim de preservar seu patrimônio. O historiador André Castelot em sua obra Maximilien et Charlotte: la tragédie de l'ambition confirmou a teoria de que, após a execução de Maximiliano no México, os sogros de Carlota estavam preocupados principalmente com o destino de sua fortuna, em vez da saúde e bem-estar da própria Carlota. Para a Corte Imperial Austríaca, era de seu interesse financeiro mantê-la em Miramare. Lá, sua fortuna foi guardada sob os cuidados de Eduard von Radonetz, o prefeito de Miramare, mas quando ela retornou à Bélgica, a corte vienense foi forçada a pagar seu dote a Leopoldo II.[carece de fontes?]

### Retorno à Bélgica

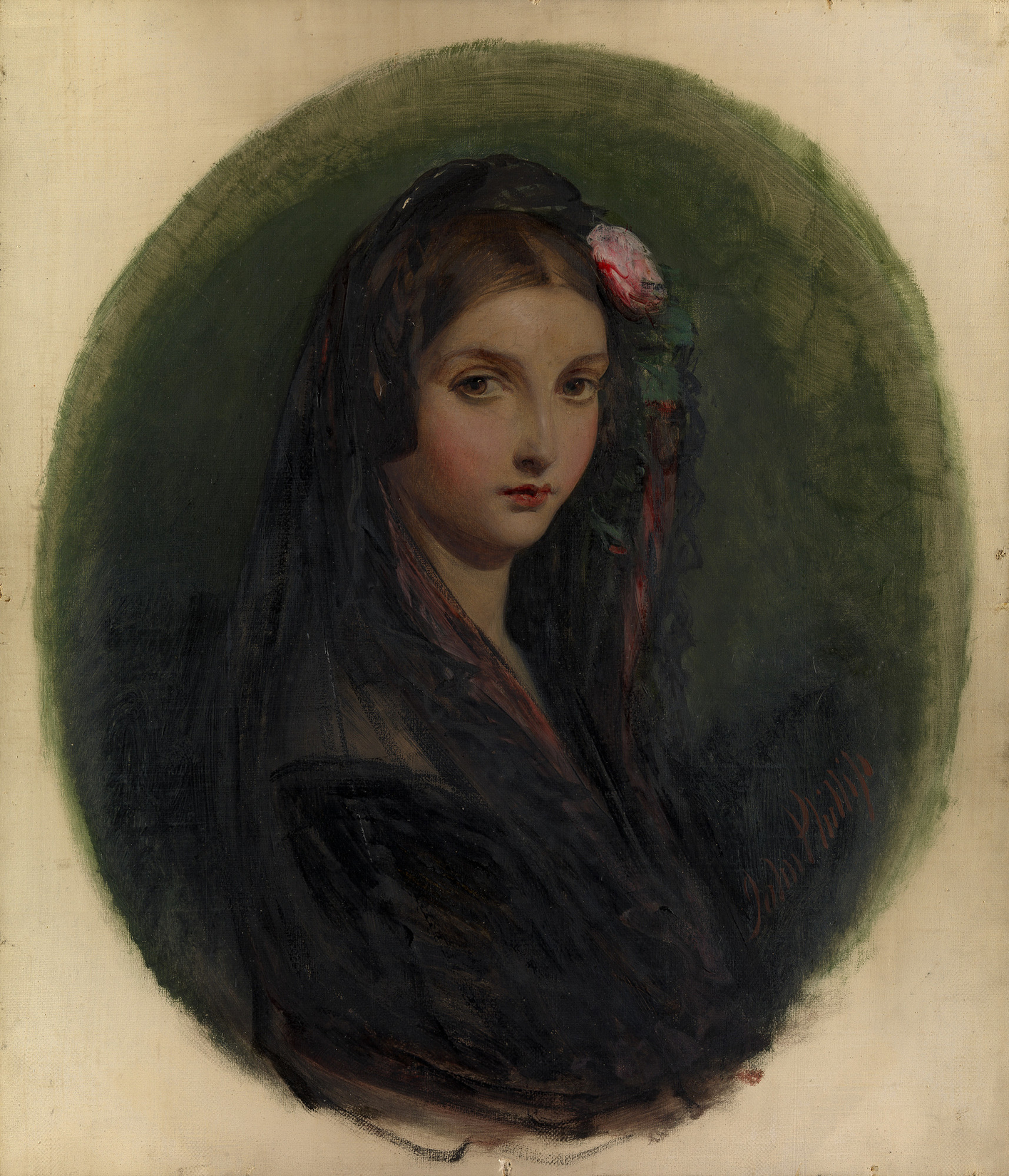
Retrado de Carlota da Bélgica, por John Phillip. Na Royal Collection.

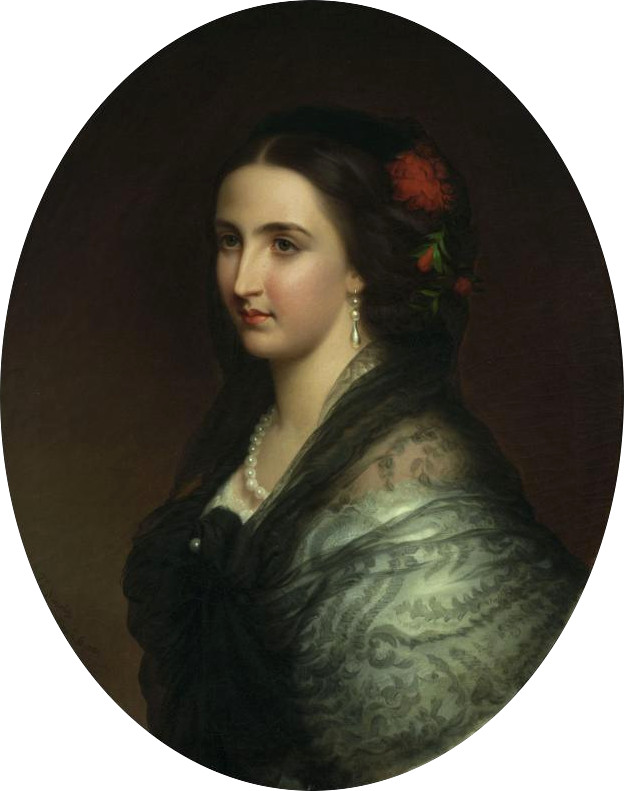
Carlota da Bélgica, Imperatriz do México
Franz Schrotzberg, Abadia de Pannonhalma

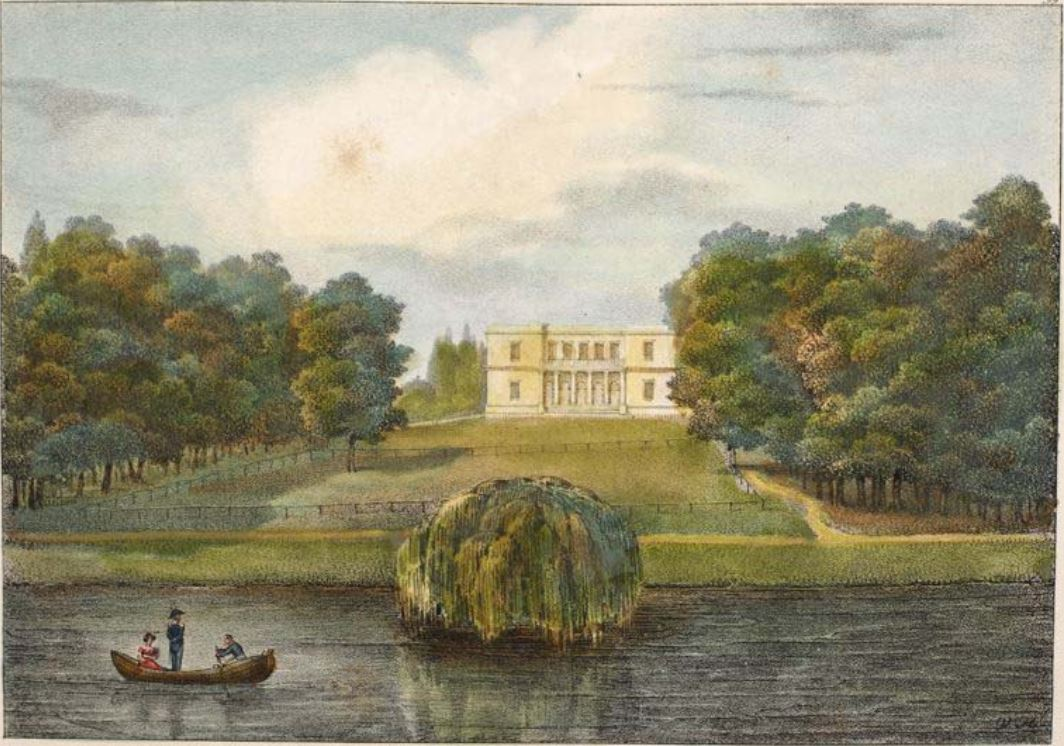
O Pavilhão de Tervueren, c. 1830.

Após sua chegada à Bélgica, Carlota residiu até 8 de outubro de 1867 no Pavilhão de Tervueren, perto de Bruxelas, que foi construído por Charles Vander Straeten para o rei Guilherme II dos Países Baixos. A residência, no entanto, não estava suficientemente mobiliada e mal aquecida no inverno. Ela, portanto, se juntou ao rei Leopoldo II e à rainha Maria Henriqueta no Castelo Real de Laeken, onde se mudou para os antigos apartamentos de seus irmãos. Quando Carlota finalmente soube, em janeiro de 1868, da execução de seu marido seis meses antes, ela ficou arrasada. Em um conjunto de quase 400 cartas encontradas em 1995 (principalmente destinadas a um oficial francês que ela conheceu no México, Charles Loysel), ela se declara "morta" na queda do Império Mexicano. Estas cartas, pelo seu número e extensão (por vezes até vinte páginas), oferecem também o testemunho da sua vida quotidiana pontuada por crises de paranóia e do tratamento que lhe foi dispensado.

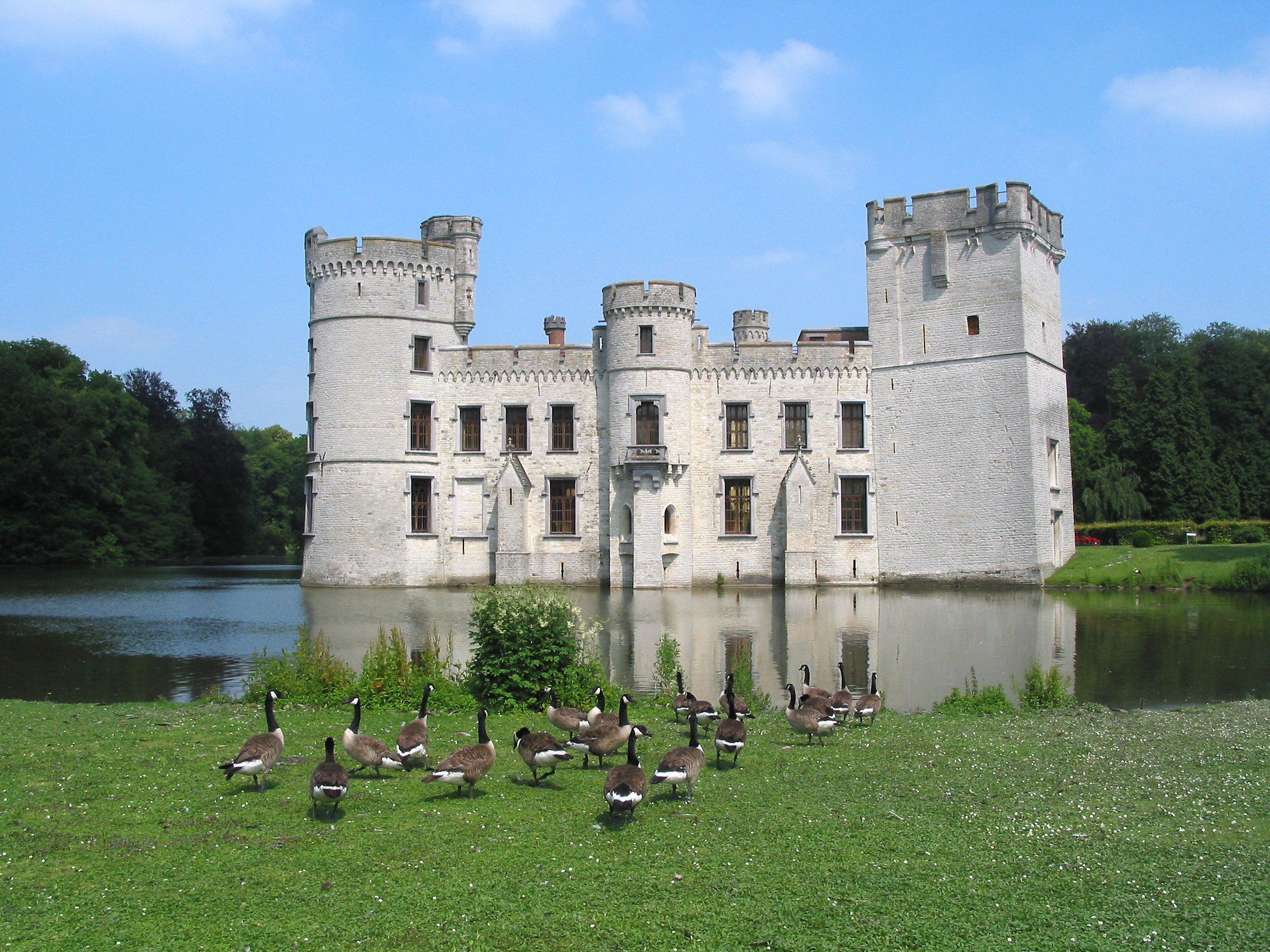
O Castelo de Bouchout.

Os dois filhos adotivos de Carlota, os príncipes de Iturbide, seguiram-na para a Bélgica, mas mais tarde ambos foram enviados para estudar na Inglaterra. Agustín de Iturbide y Green emigrou mais tarde para os Estados Unidos, enquanto Salvador de Iturbide y Marzán permaneceu na Europa. Em maio de 1869, Carlota deixou o Palácio de Laeken para retornar ao Pavilhão de Tervueren, onde 37 pessoas foram designadas para seu serviço. Ela continuou uma adoração apaixonada pela memória de seu falecido marido, coletando tudo o que lhe pertencera. Depois que o Pavilhão de Tervueren foi destruído por um incêndio em 2 de março de 1879 (o que deixou Carlota paradoxalmente encantada), ela residiu permanentemente no Castelo de Bouchout em Meise (não muito longe do Castelo Real de Laeken), que seu irmão, o rei Leopoldo II, adquiriu para ela. Nos últimos anos de sua vida, o rei supervisionou diligentemente os cuidados de sua irmã. A imperatriz-viúva do México escreveu notas de profunda gratidão pelo cuidado que recebeu de seu irmão e sobrinhos.

### Últimos anos
Carlota desapareceu completamente da esfera pública, protegida pelos altos portões de seu domínio e pelos guardas que os protegiam. Ela recebia visitas apenas de sua família: principalmente de suas cunhadas, a rainha Maria Henriqueta e a condessa de Flandres. Aos domingos, um abade vinha celebrar a missa no Castelo de Bouchout. Para se distrair, ela fazia caminhadas, bordava, jogava cartas e ouvia seu gramofone. Ela não foi informada da morte de seus parentes próximos (o rei Leopoldo II em 1909 e sua cunhada, a condessa de Flandres, esposa de seu irmão Filipe, em 1912), nem de seus servos porque ela nunca fazia perguntas sobre sua ausência.
Sua dama de companhia, a Condessa Hélène de Reinach-Foussemagne, disse sobre Carlota: "A maior parte do tempo, a infeliz mulher estava absorta em longos silêncios, ou pelo contrário em discussões acaloradas em francês, inglês, alemão, italiano, espanhol, com interlocutores imaginários, discussões muito incoerentes, muito desconexas para que se pudesse adivinhar quais pensamentos ocupavam esse cérebro. [...] Em seus solilóquios passam de vez em quando, muito raramente, frases, interjeições que provam que às vezes seu pensamento obscurecido retorna a essas lamentáveis lembranças: Senhor, alguém lhe disse que tinha tido um marido; um marido, senhor, e então a loucura! A loucura é feita de acontecimentos! Se ele tivesse sido ajudado por Napoleão!...". Por sua vez, a princesa Maria José e o príncipe Carlos da Bélgica relembraram suas visitas à tia-avó, lembrando-se de uma senhora idosa fazendo comentários confusos. Os períodos de lucidez tornaram-se mais raros com o tempo. Em crises de monomania destrutiva, ela cedia a explosões de raiva incontrolável e destruía louças e vasos de cristal, colocava seus cães atrás de uma empregada e rasgava quadros e livros. Isso alternava com períodos de calma, quando ela empreendia pacificamente ocupações simples.

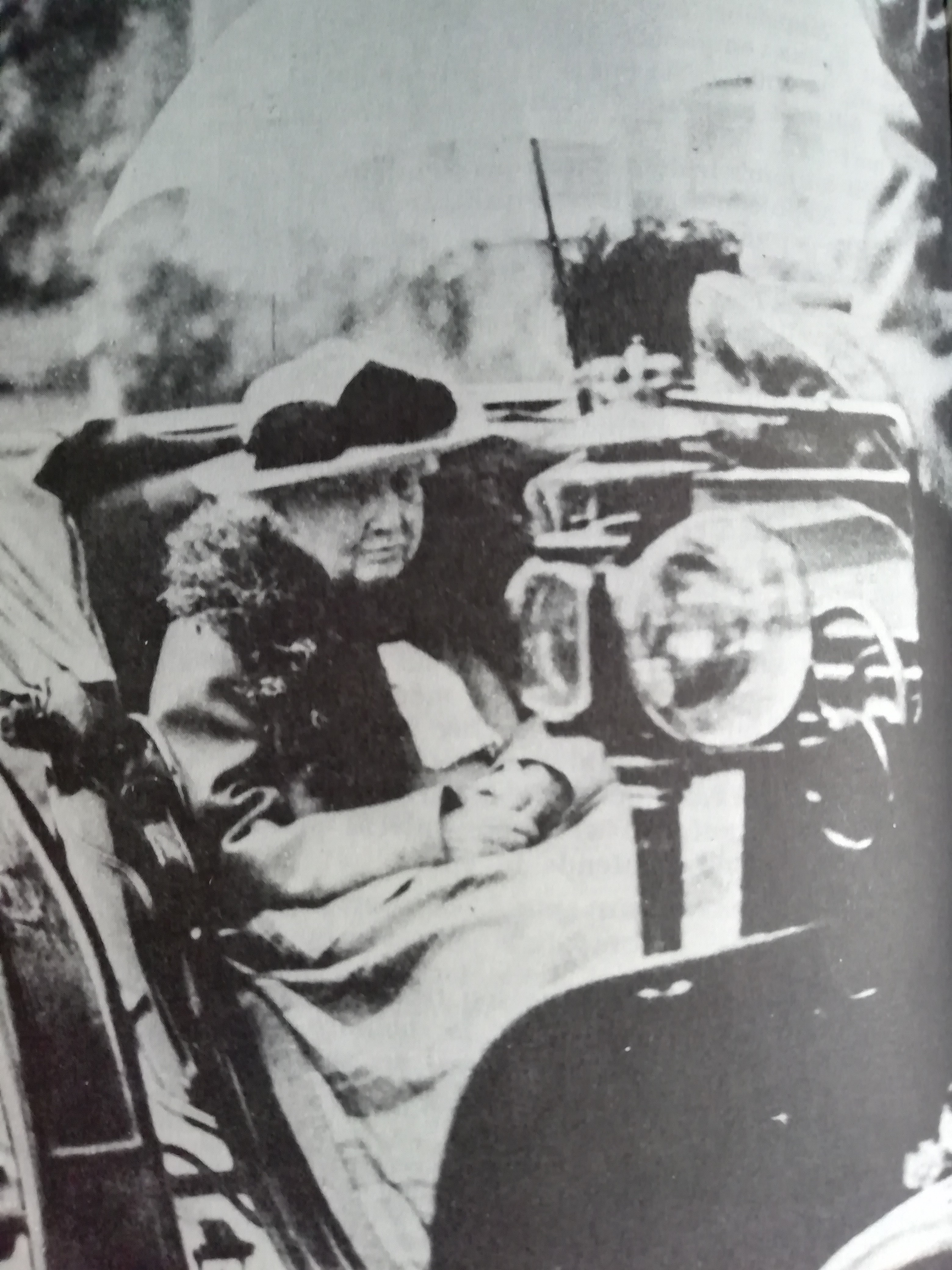
Fotografia de Carlota por volta de 1914 em uma carruagem puxada por cavalos, protegida por um guarda-chuva, no parque da propriedade de Bouchout.

Durante a Primeira Guerra Mundial, a Bélgica foi invadida. Apenas uma pequena parte do país permaneceu livre da ocupação alemã, a cidade de De Panne, onde o rei Alberto I, sobrinho de Carlota, viveu até a assinatura do Armistício de 11 de novembro de 1918. Carlota não viu sua família durante a guerra. Apesar do conflito, seu status como arquiduquesa da Áustria a protegeu do ocupante alemão e seu modo de vida permaneceu inalterado. Ela hasteou a bandeira austro-húngara no telhado do Castelo de Bouchout; e em março de 1916, um oficial alemão perguntou por que as cores austríacas tremulavam em uma propriedade na Bélgica ocupada. Em resposta, o General Moritz von Bissing, à frente do Governo Geral Imperial Alemão da Bélgica, mandou afixar uma placa nos portões do castelo, que dizia o seguinte: "Este domínio, propriedade da Coroa da Bélgica, é ocupado por Sua Majestade a Imperatriz do México, Arquiduquesa Maximiliano da Áustria, cunhada do Imperador Francisco José, nosso ilustre aliado. Ordeno aos soldados alemães que por aqui passarem que não toquem o sino e que deixem o local intocado".

### Morte
Carlota morreu pacificamente no Castelo de Bouchout em 19 de janeiro de 1927, aos 86 anos, após desenvolver pneumonia causada pela gripe. Existem várias versões sobre as últimas palavras ditas por Carlota em seu leito de morte. Segundo o príncipe Miguel da Grécia, ela suspirou segurando um rosário e murmurando "México". Segundo José Iturriaga De la Fuente: "Lembre o universo da bela estrangeira de cabelos loiros. Se Deus quiser, seremos lembrados com tristeza, mas sem ódio". De acordo com S. van Eckhaus: "Tudo o que terminou sem sucesso". Segundo Caroline de Bransner, uma de suas damas de companhia, em relação ao fato de ter sido reclinada em sua cama em vez de sua espreguiçadeira, como ela desejava: "Expressei-me mal com palavras e vou arrepender-me".

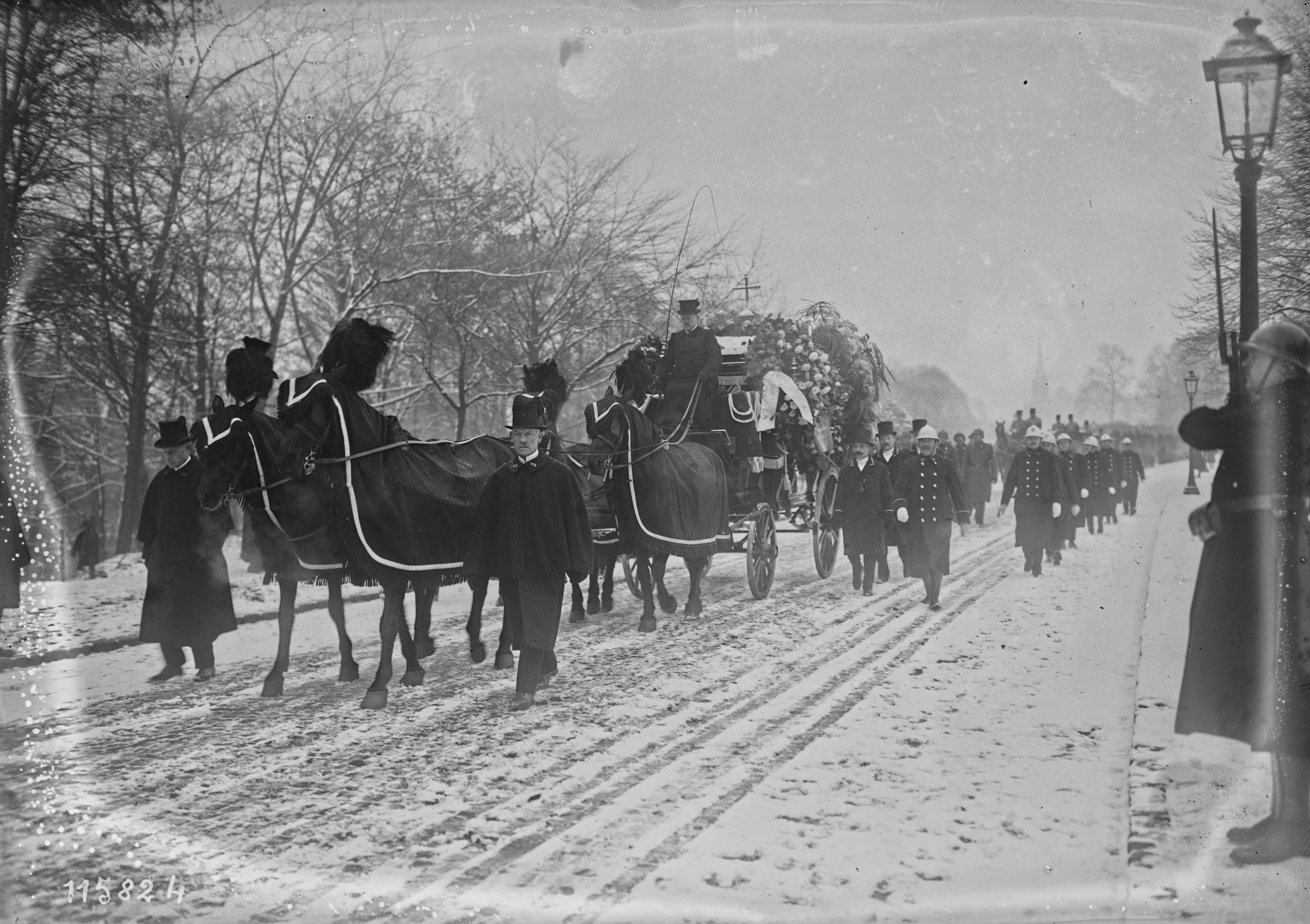
Funeral de Carlota em Laeken, em 22 de janeiro de 1927.

Três dias depois, em 22 de janeiro, e sob forte neve, seu caixão foi carregado por seis ex-legionários belgas que sobreviveram à Expedição ao México. Ela foi enterrada na Cripta Real da Igreja de Nossa Senhora de Laeken, na presença do rei Alberto I e seus filhos, o duque de Brabante e o conde de Flandres. Em 25 de janeiro, um funeral foi celebrado na Igreja de Meise na presença de toda a família real belga: o rei Alberto I, a rainha Isabel, seus três filhos, o duque de Brabante, o conde de Flandres e a princesa Maria José, a duquesa de Brabante, o príncipe e a princesa Napoleão, bem como a princesa Clementina da Bélgica. Grande parte da fortuna pessoal de Carlota foi administrada pelo rei Leopoldo II e acabou sendo usada para financiar o empreendimento colonial do Congo.
Desde 1902, Carlota hospedou em seu domínio de Bouchout o pintor Edwin Ganz, especialista na representação de cavalos e próximo da família real, em particular da princesa Clementina. Após a morte de Carlota, o artista continuou a ocupar as dependências do castelo até sua morte em 1948.
Em 1938, o Estado belga comprou o Castelo de Bouchout com a intenção de estabelecer o Jardim Botânico Nacional da Bélgica, que havia se tornado muito apertado em seu local em Bruxelas, e o terreno foi inaugurado vinte anos depois. Este jardim recebeu o nome de "Jardim Botânico Meise" em 2014; o interior do castelo foi remodelado a partir de 1980 em salas de reuniões e conferências, para acomodar congressos, exposições e outros eventos festivos.

## A doença mental de Carlota

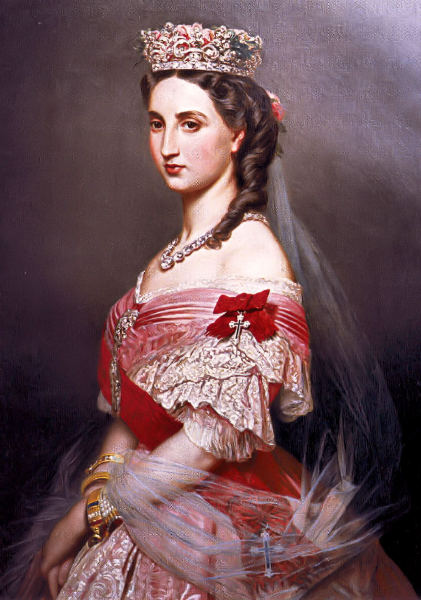
Carlota

A natureza da patologia mental de Carlota, psicose, paranoia e monomania, mostrou-se extremamente difícil de determinar com certeza a posteriori, dando origem a várias hipóteses.
Vários autores propõem uma origem causada pela intoxicação. Esta hipótese é notavelmente apresentada por Joan Haslip, que revela que um dos médicos da corte mexicana adicionou brometo ao café de Carlota sem que ela soubesse. No México, a partir de julho de 1867, espalharam-se rumores de que a loucura da imperatriz era atribuída a um veneno que lhe era administrado regularmente em pequenas doses. A pesquisa de Roger Heim corrobora esta possibilidade, nomeadamente que Carlota poderia ter sido "pouco a pouco intoxicada enquanto ainda estava no México, pela introdução na sua comida durante um tempo prolongado de um psicotrópico". Quando fez uma visita oficial a Yucatán, Carlota escreveu ao seu marido em 8 de dezembro de 1865: "O médico é muito simpática. Sem os seus pequenos medicamentos bem adaptados, eu provavelmente teria adoecido e não poderia ter tomado tudo isto. Em várias ocasiões pareceu-me que havia veneno no ar".
Outros autores, como Laurence Van Ypersele, Émile Meurice, Dominique Paoli e Coralie Vankerkhoven, apoiando-se tanto na correspondência de Carlota (só no ano de 1869, de fevereiro a junho, ela escreveu cerca de 400 cartas e notas) quanto nos relatórios escritos pelos médicos que a examinaram, privilegiaram o estudo do aspecto psicológico da patologia de Carlota. Evocam influências biográficas e pessoais para explicar a demência da imperatriz, a saber: a perda de sua mãe com apenas 10 anos (que originou a transformação radical de seu caráter brincalhão e expansivo em direção à introversão), seu agudo senso de dever, sua alta religiosidade, seu misticismo latente, sua euforia durante seu noivado, sua idealização de Maximiliano, a ausência de vida conjugal, os desencantos e desilusões na Itália e depois no México. Coralie Vankerkhoven também menciona os primeiros sinais de alerta da doença: notavelmente, o desconforto que sentiu em Uxmal (onde os primeiros sinais de sua psicose surgiram da estranheza das condições durante sua estadia em Yucatán), e sua reação aos sucessivos anúncios das mortes de seu pai e avó, até sua chegada à Europa, onde seu transtorno delirante se instalará definitivamente.. Gustavo Vazquez-Lozano interpreta as cartas de 1869 dentro da matriz da linguagem apocalíptica, ou seja, relacionadas ao destino final da humanidade e à consumação das coisas, onde uma ou mais figuras sobrenaturais revelam uma realidade transcendental ao visionário. Nessa visão, Carlota utilizou a linguagem do Livro do Apocalipse para reordenar seu mundo interior.

## Relação com a imperatriz Sissi

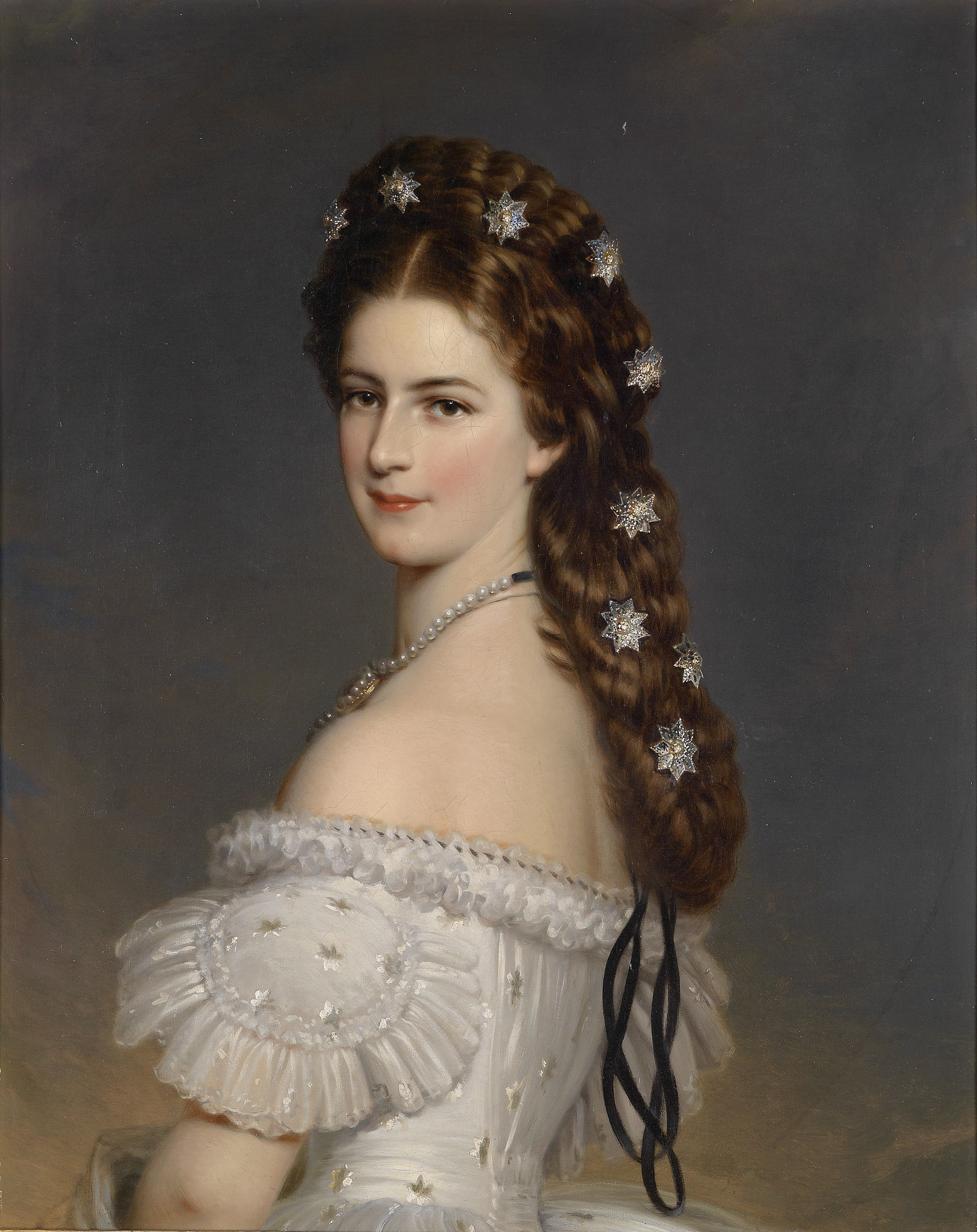
Imperatriz Sissi da Áustria

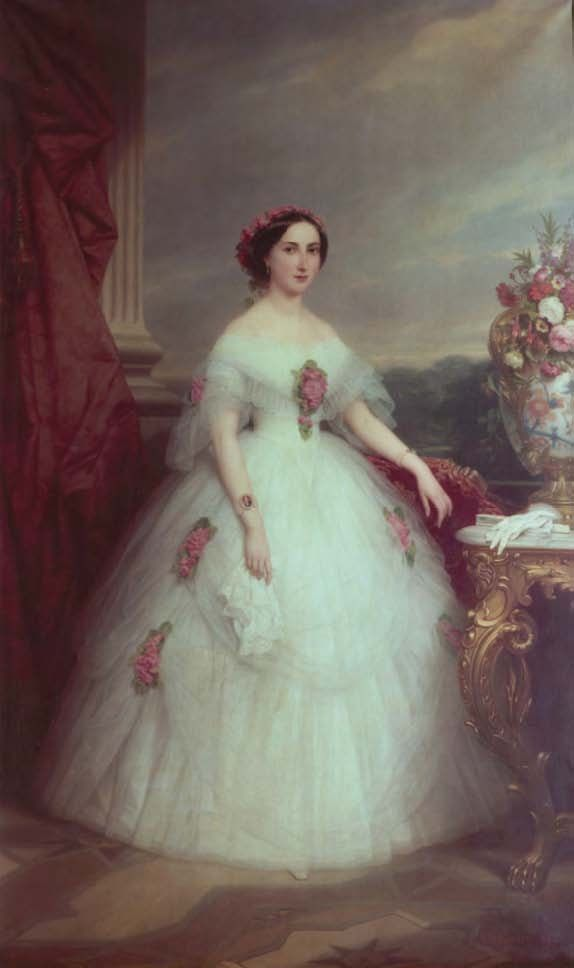
Carlota quando arquiduquesa da Áustria.

O relacionamento entre Carlota e sua cunhada, a imperatriz Sissi, foi muito difícil desde o início e isso foi em grande parte provocado por sua sogra, a arquiduquesa Sofia. Assim que Carlota chegou à corte austríaca, sua nova sogra, a arquiduquesa Sofia, ficou encantada com Carlota e escreveu: "Carlota é encantadora, linda, atraente, amorosa e gentil comigo. Sinto como se eu sempre a tivesse amado... Agradeço a Deus de todo o coração pela encantadora esposa que Ele deu a Max e pelo filho adicional que Ele nos deu". Com os elogios de Sofia, talvez não seja surpresa que Carlota e sua cunhada Sissi, que era considerada uma beldade lendária, não se dessem bem. Além disso, Carlota era filha de um rei e imensamente rica. Sissi provavelmente se sentia repreendida por sua sogra com cada pequeno elogio que era derramado sobre Carlota. A chegada de Carlota também infelizmente coincidiu com as consequências da morte da filha mais velha de Francisco José e Sissi, a arquiduquesa Sofia Frederica. A corte estava em luto profundo, mas Francisco José havia ordenado uma breve pausa para fazer uma recepção para os recém-casados, pois eles deveriam partir para a Itália no dia seguinte de qualquer maneira.
Mesmo com o tempo, o relacionamento entre Sissi e Carlota não melhorou. Sissi escreveu que Carlota era uma "pequena Coburgo pretensiosa, que estava sempre exibindo seu conhecimento e era tão tediosamente possessiva com Max". Carlota se ressentia da atitude de uma mulher que vinha de uma família que ela considerava inferior a ela. Em 1861, Carlota e Maximiliano foram cumprimentar Sissi em Miramare quando ela voltou para casa da Madeira. Sissi imediatamente se fechou em seus aposentos depois que as formalidades terminaram, ignorando Carlota completamente. E para piorar a situação, um dos cães de Sissi matou o cachorrinho de estimação de Carlota, que tinha sido um presente da rainha Vitória. A tristeza de Carlota por seu cachorrinho não impressionou Sissi, que apenas declarou sua antipatia por cães pequenos. Pouco depois do retorno de Sissi a Viena, ela adoeceu novamente e Maximiliano foi solicitado a acompanhar Sissi a Corfu para ajudá-la a se estabelecer. Carlota não estava apenas sendo completamente ignorada; agora seu marido estava sendo usado como uma espécie de servo. Quando a terrível doença de Sissi acabou sendo relacionada aos seus nervos, Maximiliano escreveu para casa, com severidade, que a recuperação de Sissi foi "quase milagrosa".

## Títulos e honras
• 7 de Junho de 1840 - 27 de Julho de 1857: "Sua Alteza, a Princesa Carlota da Bélgica, Princesa de Saxe-Coburgo-Gota, Duquesa da Saxônia".
• 27 de Julho de 1857 - 10 de Abril de 1864: "Sua Alteza Imperial e Real, A Arquiduquesa Carlota da Áustria, Princesa da Hungria, Croácia e Boêmia".
- 6 de Setembro de 1857 - 10 de Abril de 1859: "Sua Alteza Imperial e Real, a Vice-Rainha de Lombardia-Vêneto".

• 10 de Abril de 1864 - 15 de Maio de 1867: "Sua Majestade Imperial, a Imperatriz do México".
• 15 de Maio de 1867 - 19 de Janeiro de 1927: "Sua Majestade Imperial, a Imperatriz Carlota do México".
Desde o nascimento, como filha do rei Leopoldo I, Carlota foi intitulada "Princesa de Saxe-Coburgo-Gota e Duquesa da Saxônia", com o predicado de "Alteza Real", de acordo com os títulos de sua casa, e ostentava o título não oficial de "Princesa da Bélgica", que seria oficialmente regularizado pelo Decreto Real datado de 14 de março de 1891. De 1864 até sua morte, ela foi denominada "Sua Majestade Imperial, a Imperatriz do México".

### Honras
- : Dama da Ordem da Cruz Estrelada[137]
- : Dama Grã-Cruz da Ordem Real de Santa Isabel, 19 de abril de 1865[138]
- : 525ª Dama da Real Ordem das Damas Nobres da Rainha Maria Luísa, 22 de dezembro de 1857[139]

## Galeria

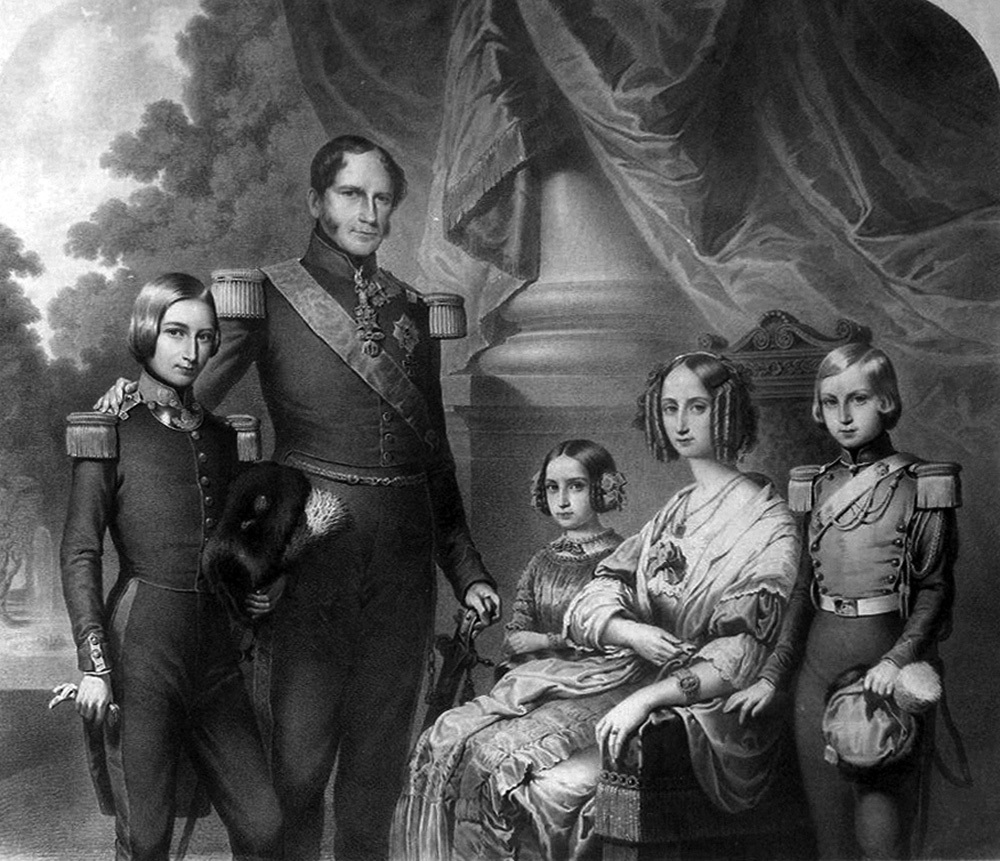
Família da Imperatriz Carlota
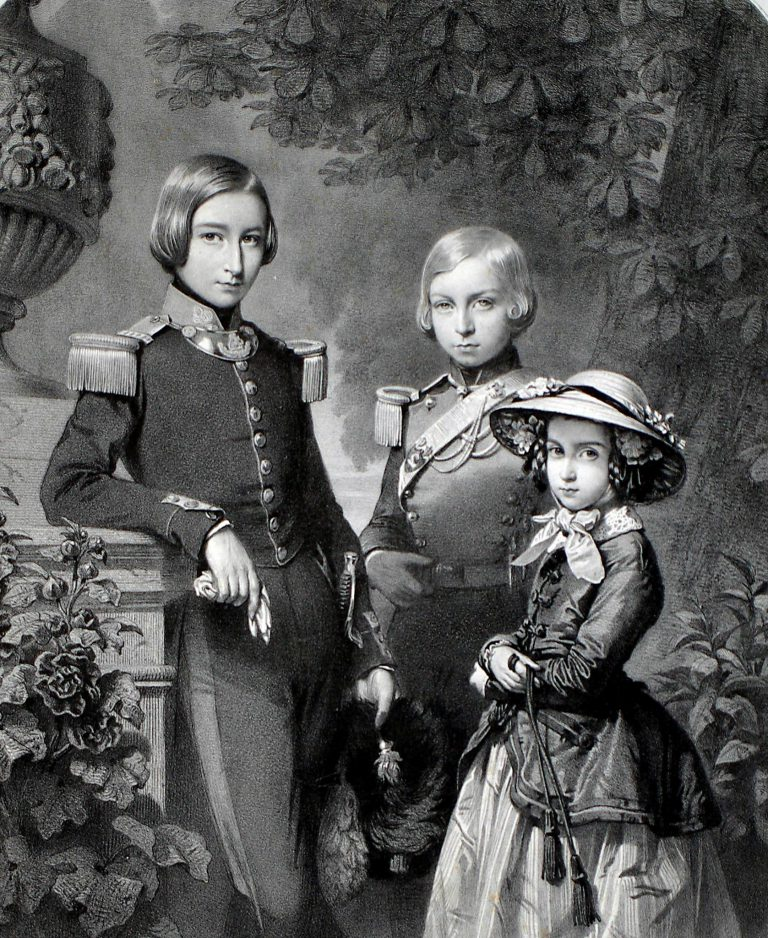
Carlota e seus irmãos
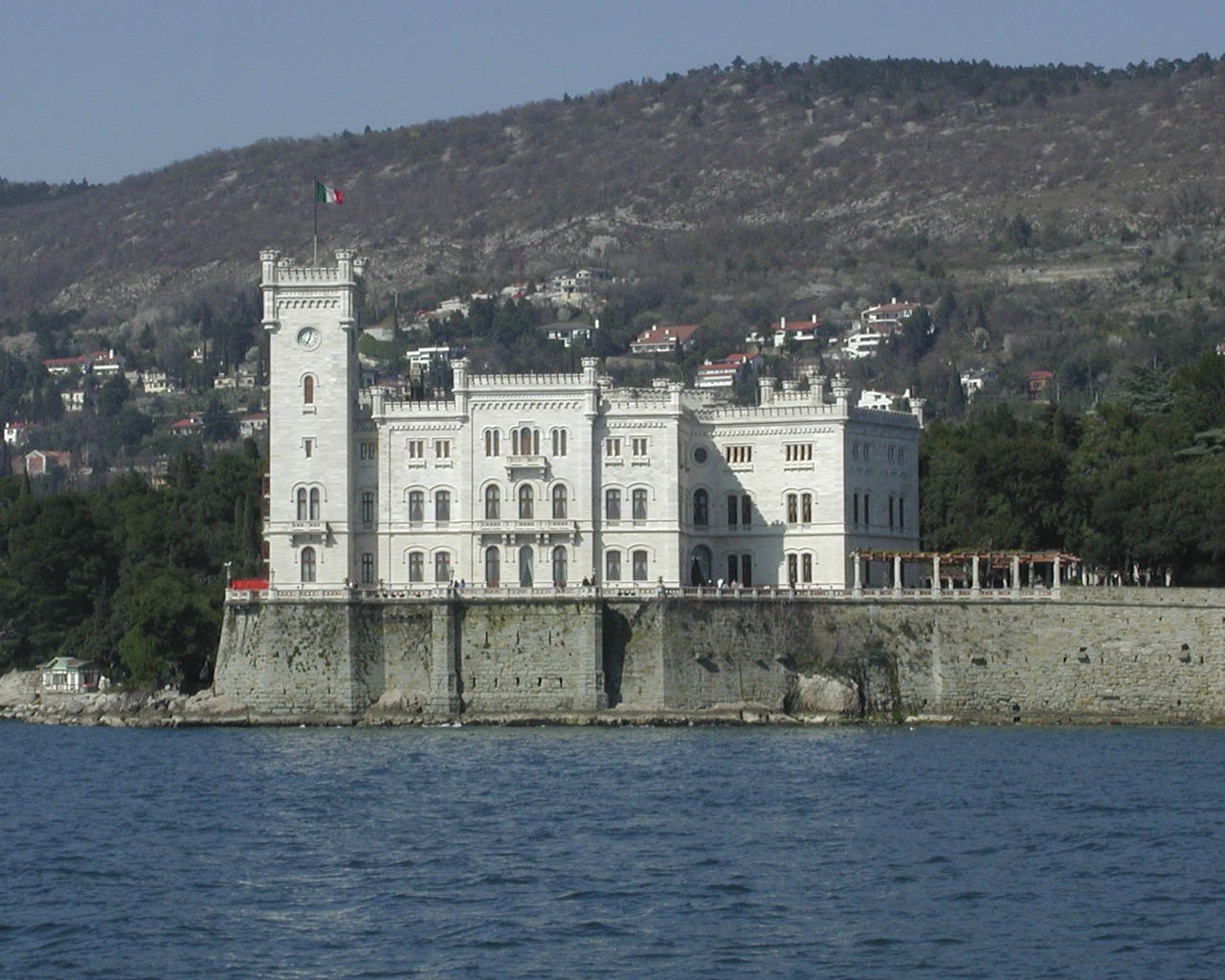
Castelo de Miramar, residência de Maximiliano e Carlota em Trieste
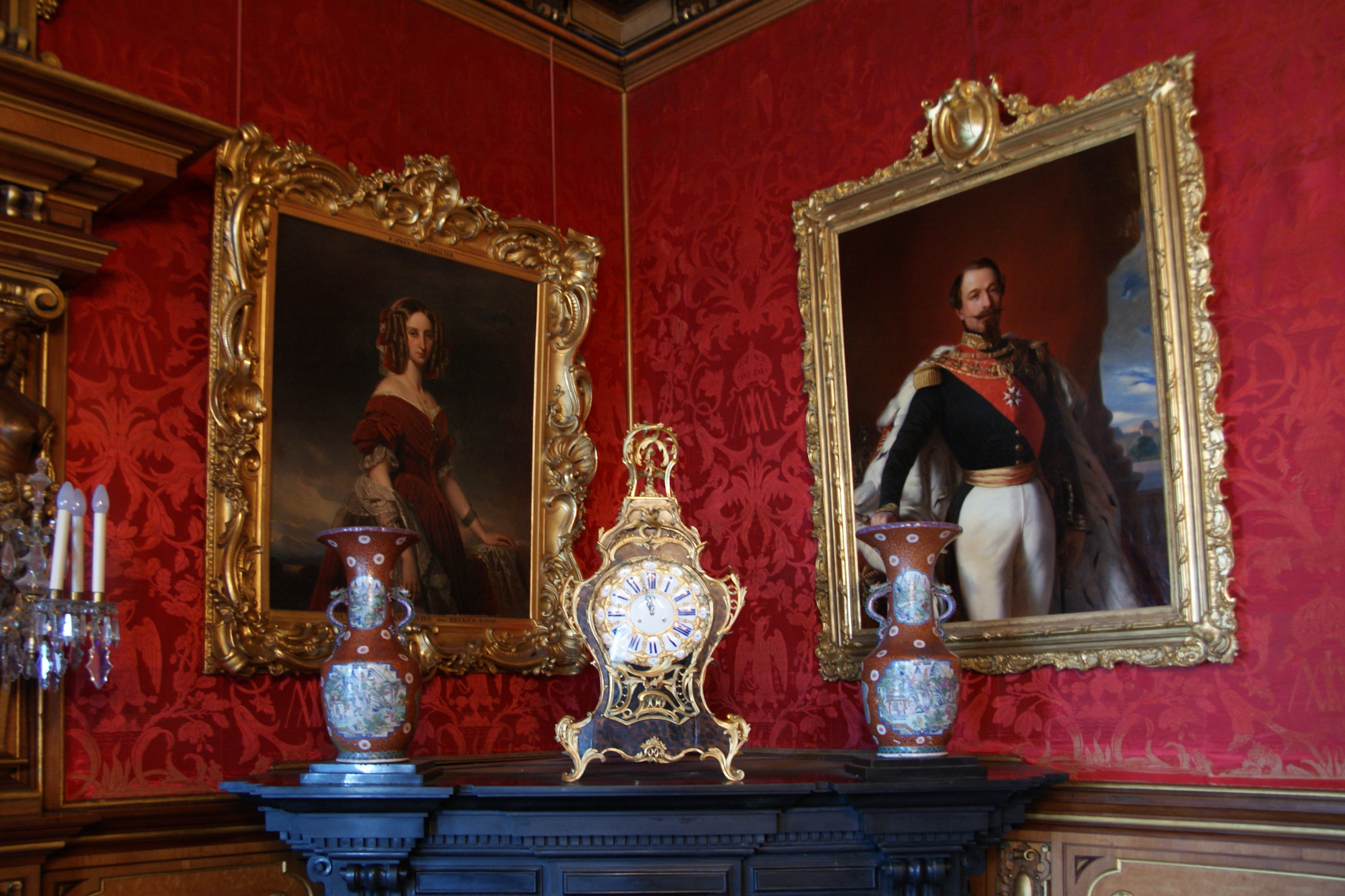
Castelo de Miramar, interior
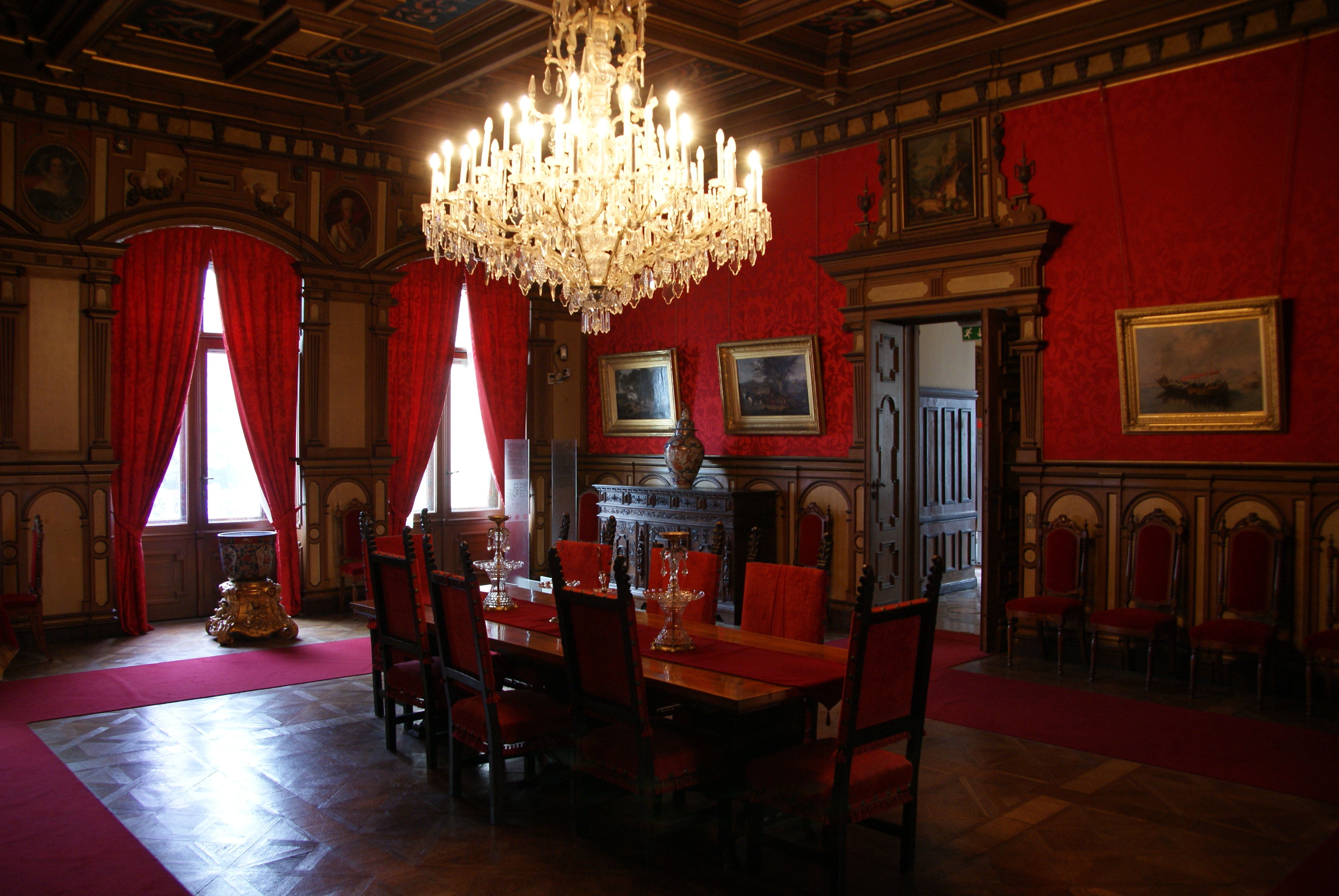
Castelo de Miramar, interior
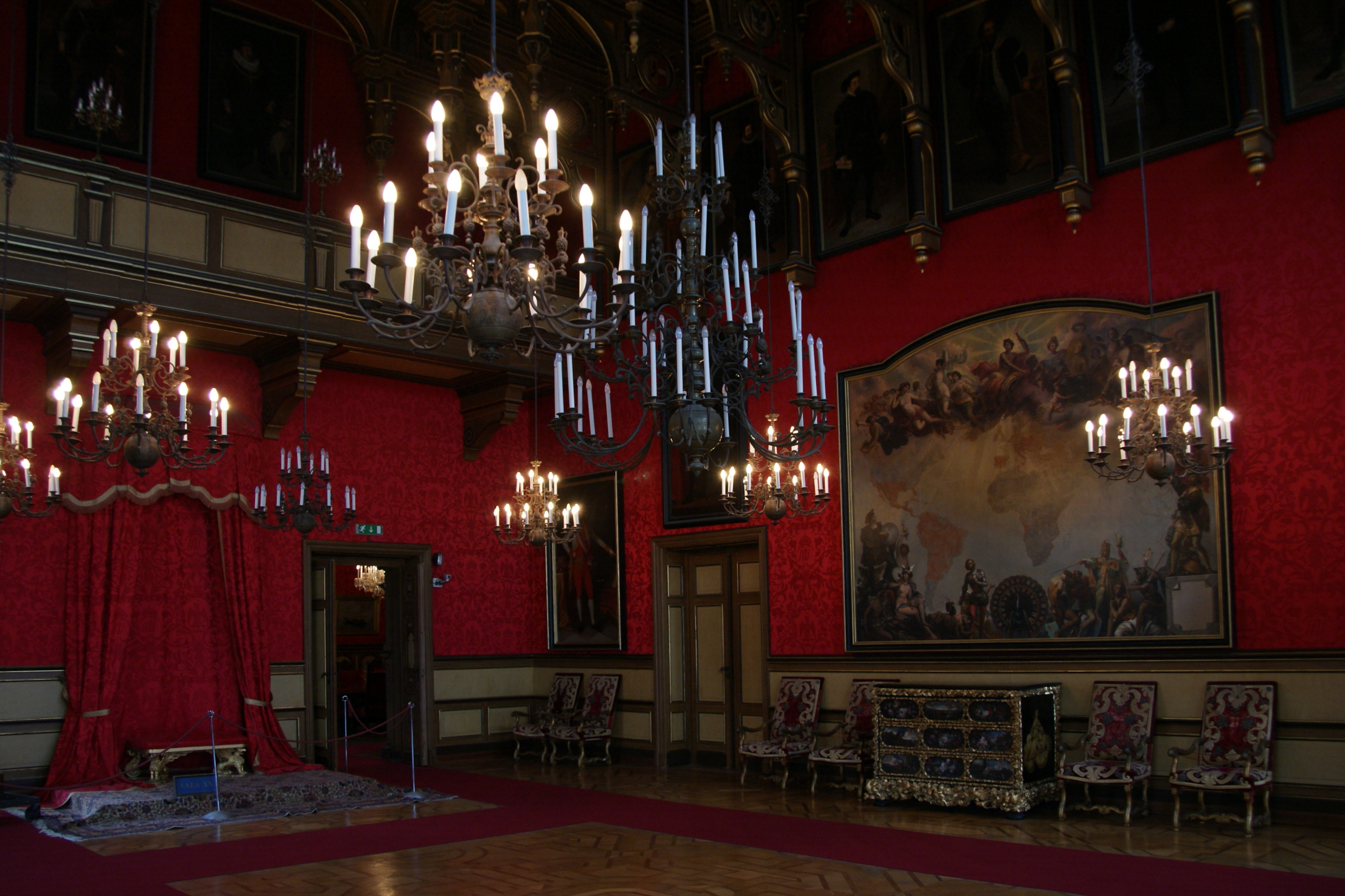
Castelo de Miramar, interior
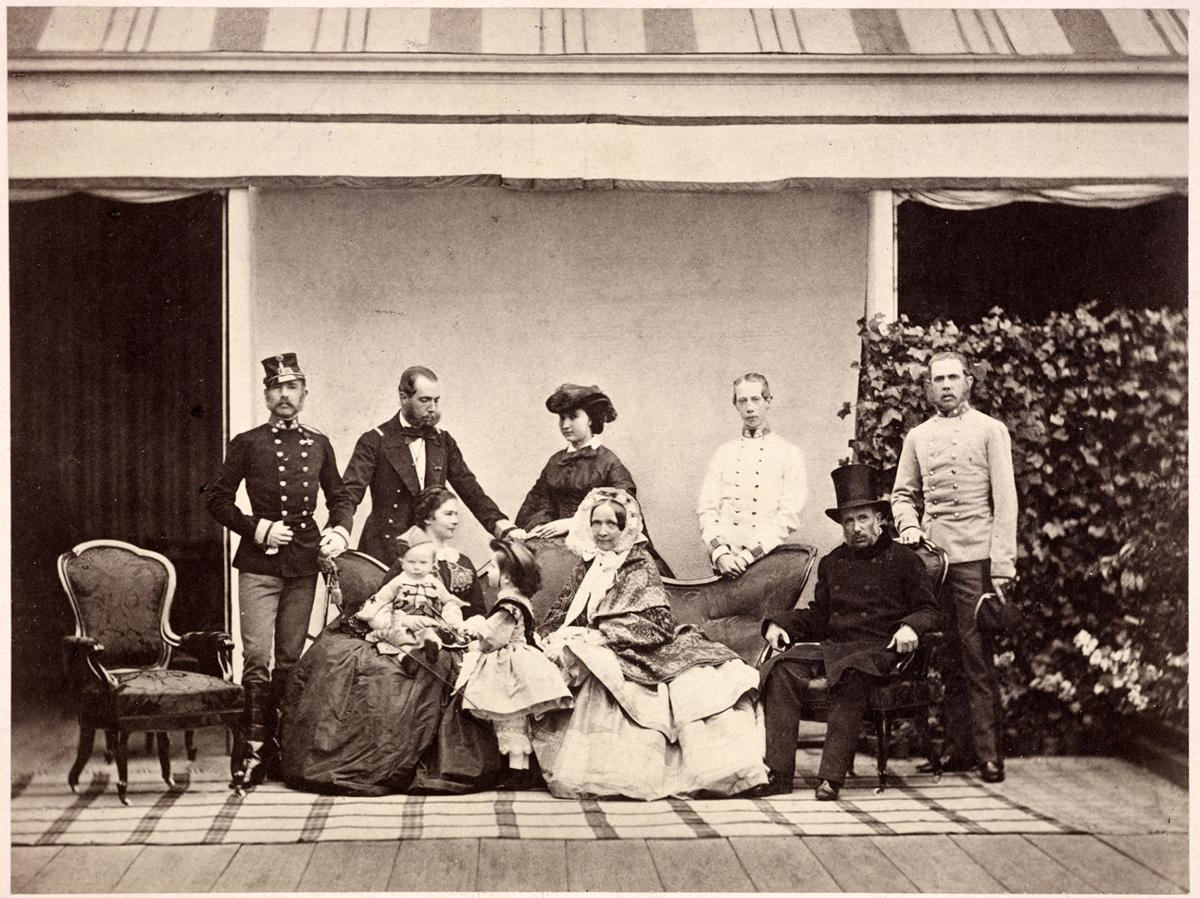
Fotografia, família imperial austríaca, incluindo Carlota e Maximiliano
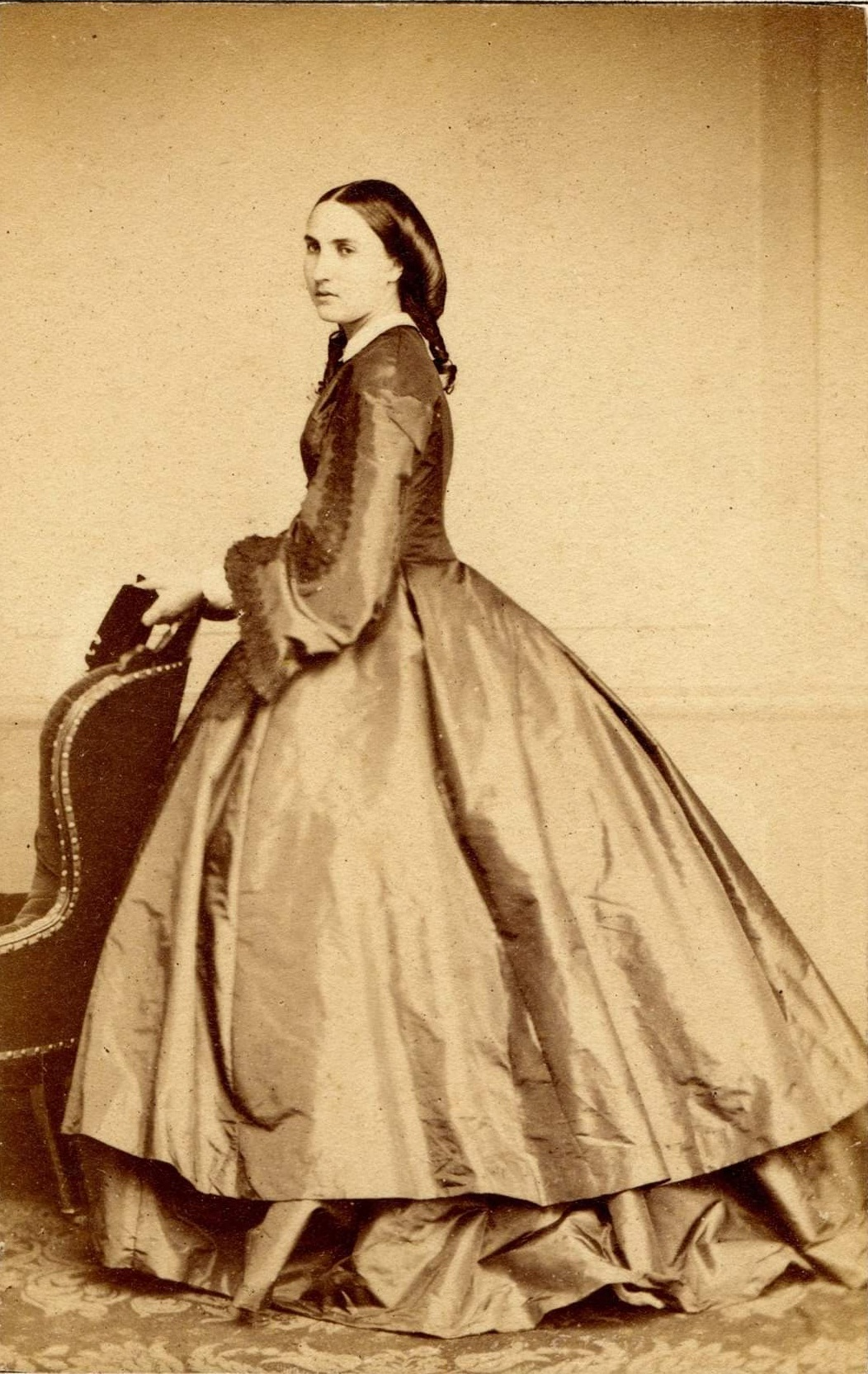
Fotografia, ca. 1860
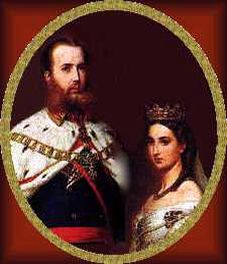
Maximiliano e Carlota, Rebull
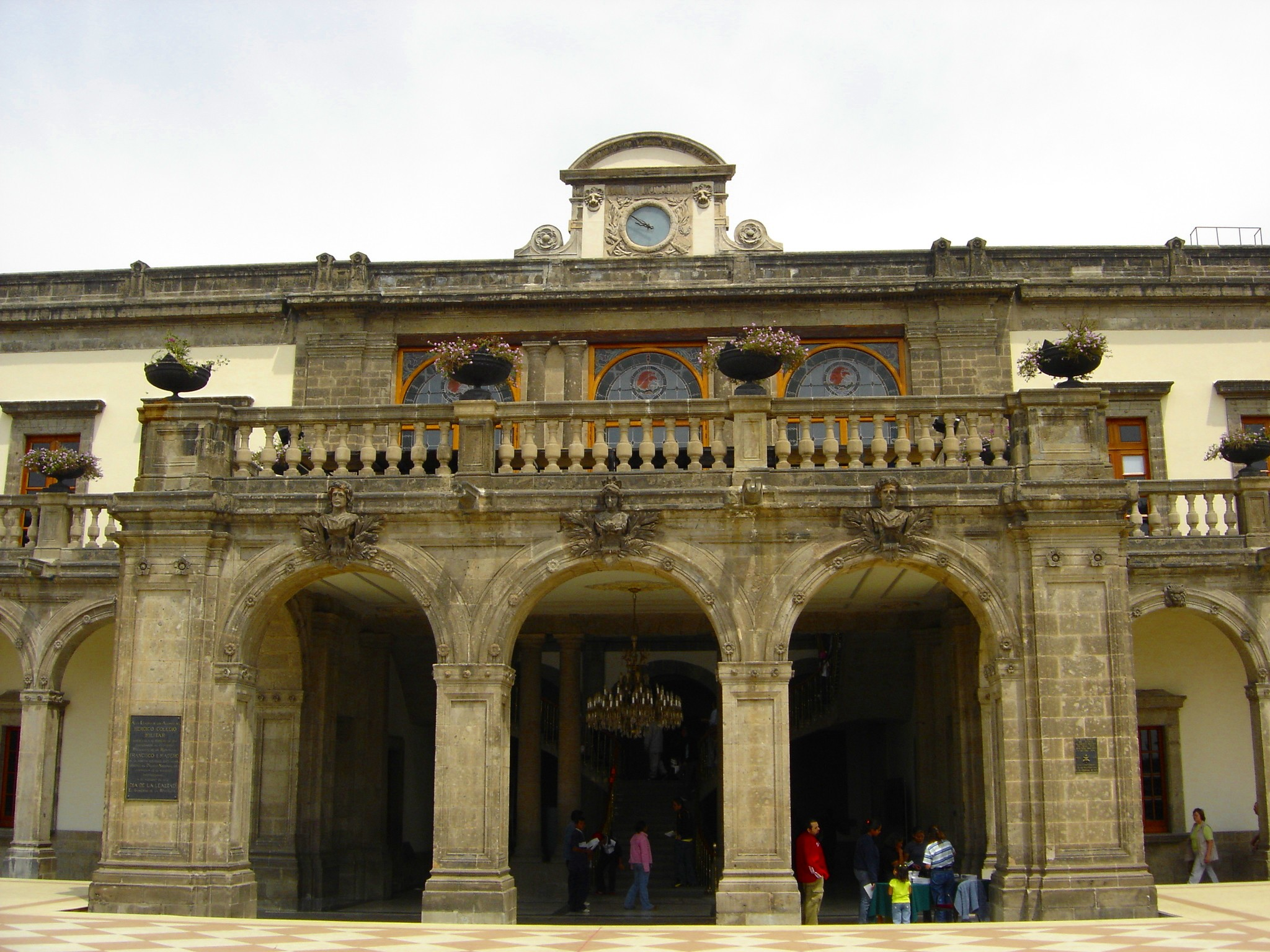
Castelo de Chapultepec
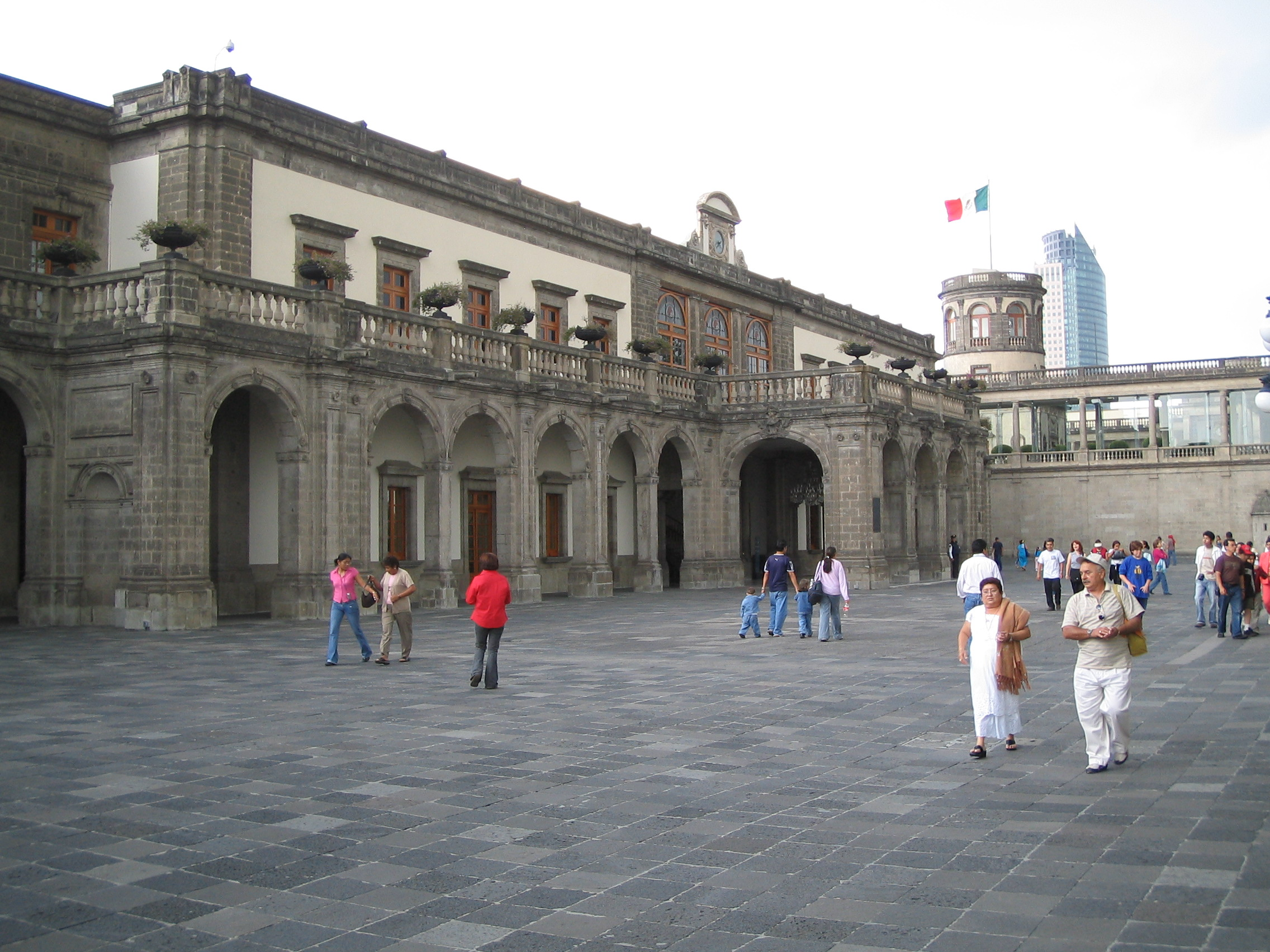
Castelo de Chapultepec
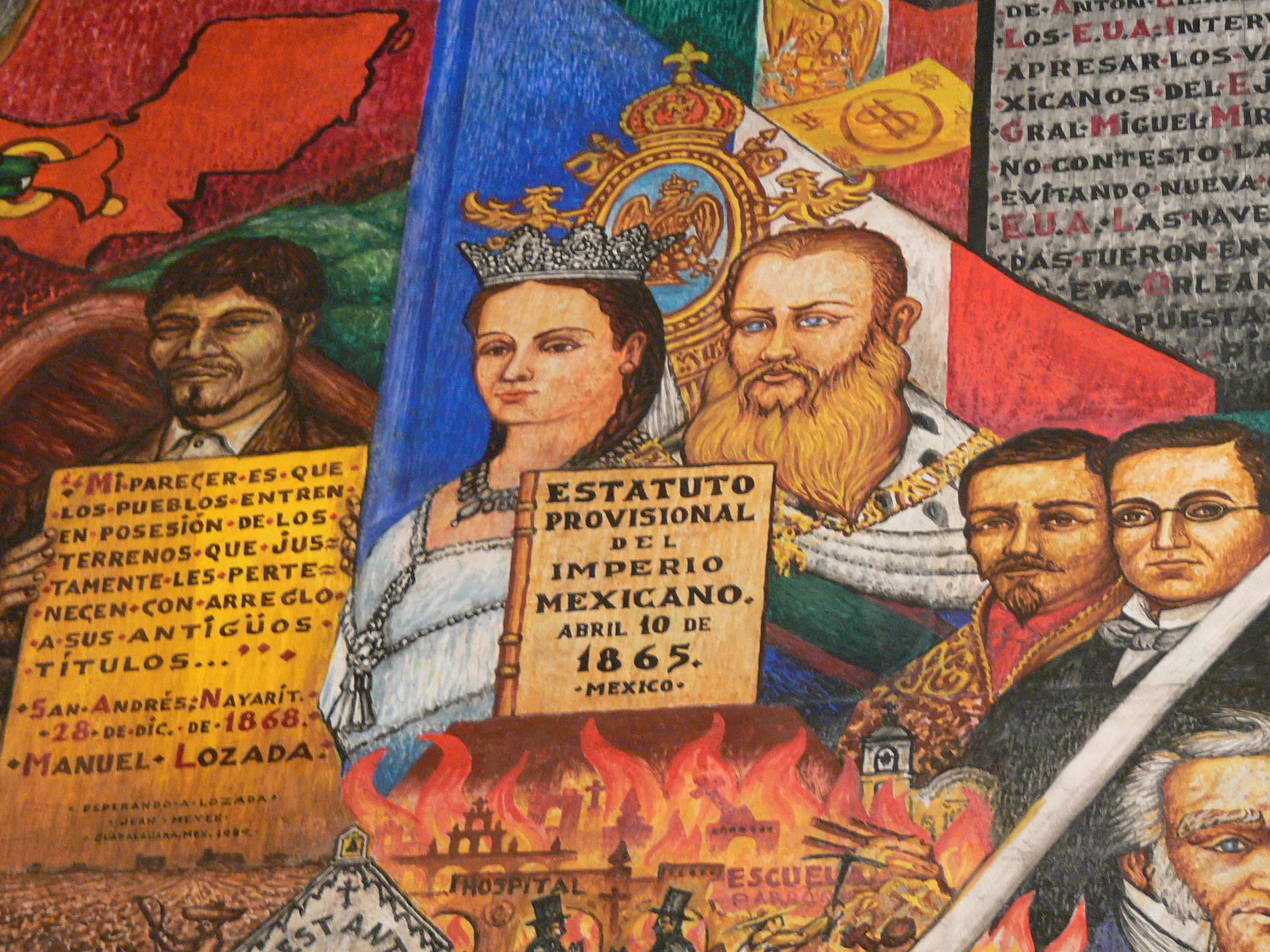
Murais no Palácio do Governo, Cidade do México, representando Carlota e Maximiliano
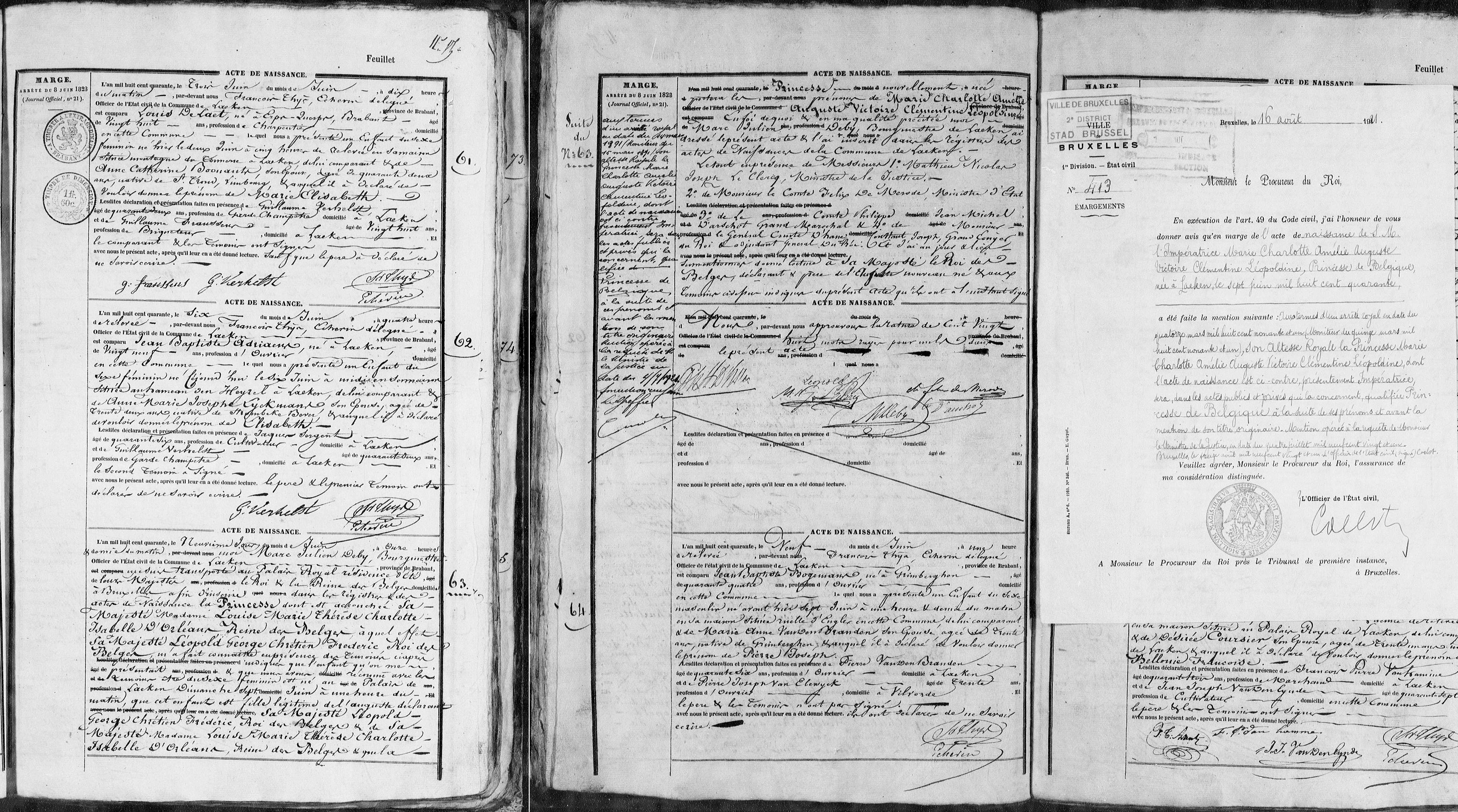
Ato de Nascimento de Carlota da Bélgica
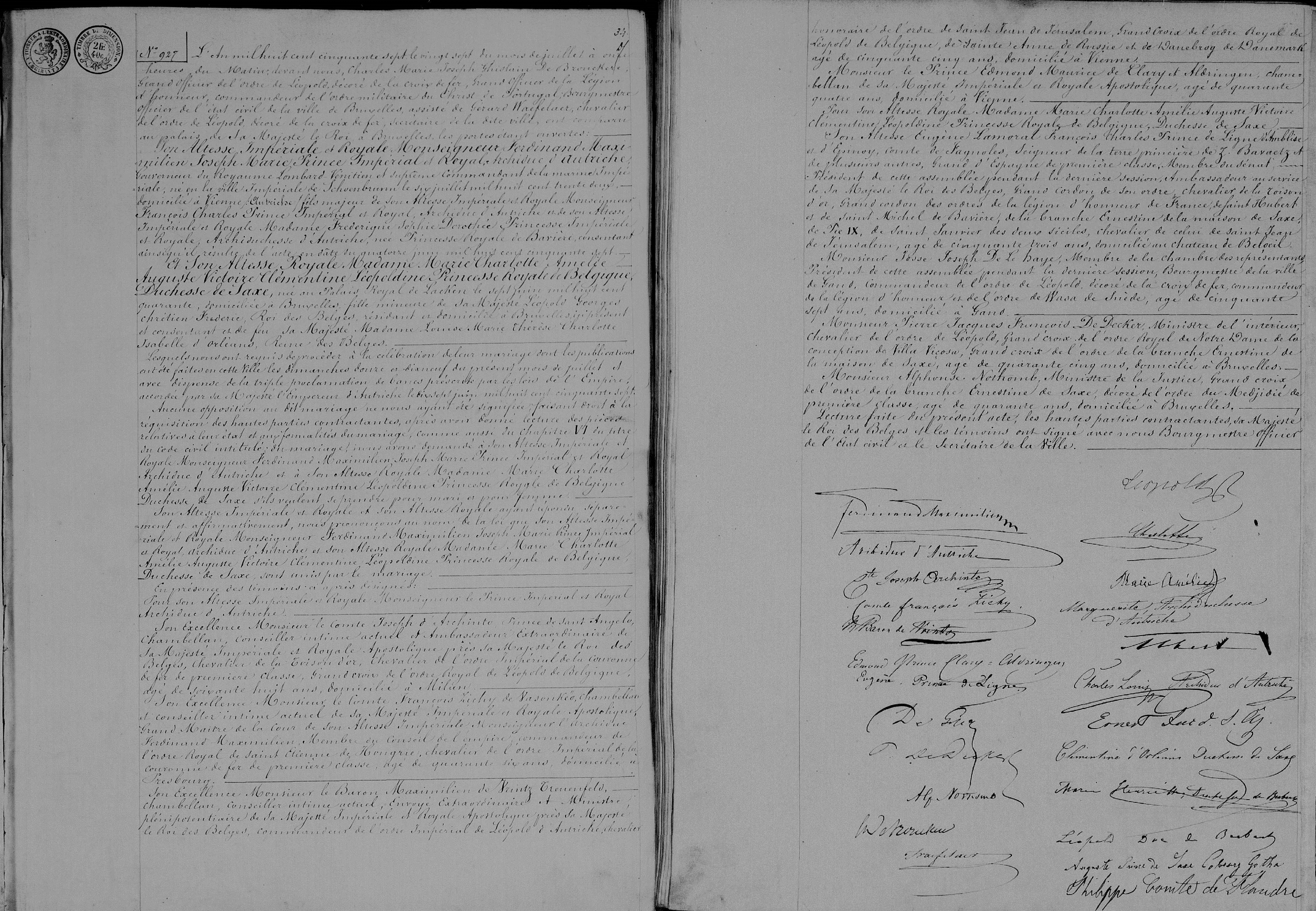
Ato de Casamento de Maximiliano da Áustria e Carlota da Bélgica

## Representações na cultura

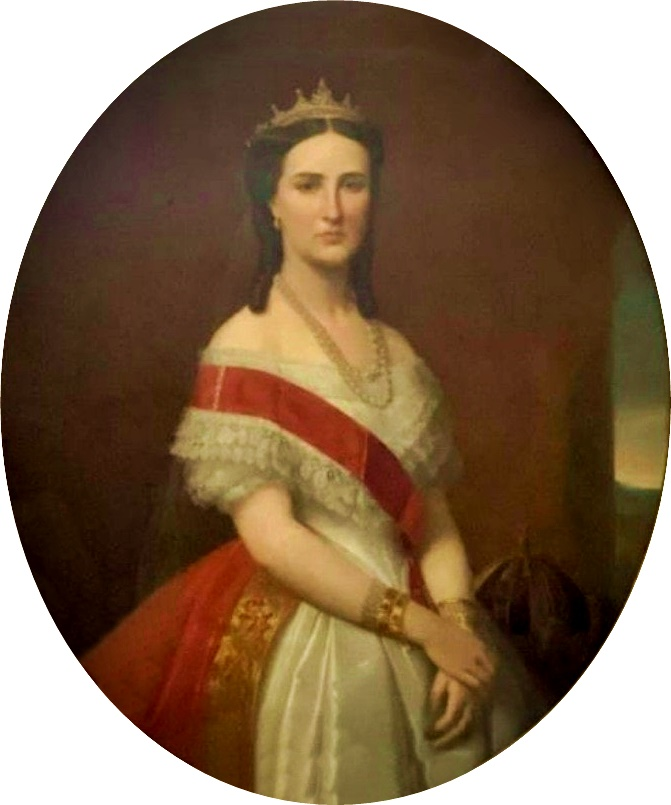
Raro retrato da Imperatriz Carlota acompanhada da Coroa Mexicana.

### Cinema
- O diretor mexicano Miguel Contreras Torres dedicou quatro filmes ao casal imperial. Nestes quatro filmes, a imperatriz Carlota é interpretada por sua esposa, a atriz liechtensteiniana Medea de Novara: Juárez y Maximiliano (1934), La paloma (1937), The Mad Empress (1939) e Caballería del imperio (1942).[140]
- Bette Davis interpretou a imperatriz no filme Juarez (1939), dirigido por William Dieterle.[141]
- Helena Rojo interpretou a imperatriz no filme Aquellos años (1973).[142]

### Ópera
- Maximilien, ópera histórica em três atos e nove cenas; livro de RS Hoffman inspirado no drama Juárez und Maximilian de Franz Werfel; música de Darius Milhaud (1932).[143]
- La emperatriz de la mentira, ópera de Ángel Norzagaray; música de Dmitri Dudin (2012)[144][145]

### Televisão
- María Rivas retratou a Imperatriz na novela histórica Maximiliano y Carlota (1965), dirigida por Ernesto Alonso.[146]
- Christine Wodetzky interpretou a imperatriz Charlotte na minissérie de TV Maximilian von Mexiko (1970).[147]
- Bernard Juncker e Jean-Marie De Coninck realizaram em 1993 um documentário Charlotte et Maximilien, ou L'Empire des archidupes para a RTBF, baseado num escrito de Janine Lambotte.[148]
- Marisol Santacruz interpretou a imperatriz Carlota em um episódio da série de documentários mexicanos Secretos de nuestra historia (2006), que apresenta "entrevistas virtuais" com figuras históricas do México.[149][150]
- Federica De Cola interpretou a Imperatriz Charlotte na minissérie de TV Sisi (2009), dirigida por Xaver Schwarzenberger.[151]
- O programa Secrets d'Histoire na France 3 de 9 de dezembro de 2019, intitulado Charlotte et Maximilien, les sombres héros de Mexico, é dedicado a ela. A atriz que interpreta a imperatriz Carlota nas sequências de evocação é Charlotte Aftassi.[152]

### Novela
- Em 1967, a Rede Globo de Televisão produziu a novela A rainha louca, baseada na biografia de Carlota, a qual foi interpretada por Nathalia Timberg.[153]
- Um batalhão negro (2014), de Mohamed Almansy Kandeel. Um romance egípcio retrata a imperatriz e seu marido.[154]

### História em quadrinhos
Em outubro de 2018, a Dargaud publicou o primeiro volume de uma série de histórias em quadrinhos biográficas, Charlotte impératrice - La Princesse et l'Archiduc, de Matthieu Bonhomme (desenho) e Fabien Nury (roteiro). O segundo volume, intitulado Charlotte impératrice - L'Empire, foi publicado em maio de 2021. O terceiro volume, intitulado Charlotte impératrice - Adios, Carlotta, foi publicado em julho de 2023. Mais um volume está planejado.

### Música
Em 1866, o escritor liberal Vicente Riva Palacio compôs uma canção satírica chamada Adiós, mamá Carlota (Adeus, mãe Carlota), criticando Carlota, os imperialistas e os políticos conservadores. É baseada no poema Adiós, oh Patria mía (Adeus, minha pátria) escrito em 1842 por Ignacio Rodríguez Galván.